# Château de Pibrac
Le château de Pibrac est situé sur la commune de Pibrac, dans le département de la Haute-Garonne en France.  

## Histoire
Le château de Pibrac a été reconstruit en 1540 pour remplacer l'ancien manoir défensif par une résidence de plaisance et l'architecte Nicolas Bachelier semble en avoir été chargé.
Au XVIe siècle le château fut le lieu de naissance puis de villégiature de Guy du Faur de Pibrac, qui fut notamment président au Parlement de Paris et auteur des Quatrains moraux et des Plaisirs de la vie rustique.
Aux environs de 1669, Anne Jacquette du Faur de Pibrac épouse Pierre de Montfaucon, baron de Vissec et d'Hierle.
Durant la Révolution, en 1794, les sculptures sont martelées et les tours découronnées. Le château est restauré en 1887 puis en 1898-1905.

## Architecture
Le château de Pibrac, de style Renaissance est construit en brique rouge. Le portail qui date du XVIe siècle présente une voûte à trois cintres. Il est surmonté d'une petite terrasse et flanqué de deux pavillons carrés réunis par un fronton triangulaire et accotés d'un mur couronné par quatre pylônes reposant sur une corniche ouvragée.
Le château lui-même est constitué d'un corps central ancien et d'ailes construites en 1540. L'aile nord est flanquée d'une tour ronde à terrasse et comporte une tourelle d'escalier.  Le second étage de l'aile sud comporte une galerie à jour ou mirande. La tour centrale est à pans coupés et les angles intérieurs sur la cour comportent des échauguettes.
Une des pièces, dite le « cabinet des Quatrains », datant du XVIe siècle, possède des voûtes ornées de sujets mythologiques et un meuble d’apothicaire en boiseries sculptées. C'est dans ce cabinet, qui a conservé presque intacts ses décors du XVIe siècle, que Guy du Faur de Pibrac aurait selon la tradition composé ses fameux "quatrains moraux". Dans d'autres pièces des plafonds à solives apparentes moulurées ou peintes ont été conservés, et la cheminée de briques de la salle basse est ornée d'un grand cartouche Renaissance.
Le château est inscrit aux monuments historiques depuis 1932 et le portail a été classé en 1947.
Le parc du château de Pibrac, ouvert au public à certaines périodes de l'année, a été dessiné dans un style très épuré par le paysagiste Eugène Bühler en 1897, avec des terrasses, un bassin et des massifs arborés sur 14 ha. C'est un parc à l'anglaise, un jardin irrégulier inscrit au pré-inventaire des jardins remarquables. C'est dans le parc que se trouve la porte Henri IV, un arc de triomphe en brique rouge.

Extérieur et parc
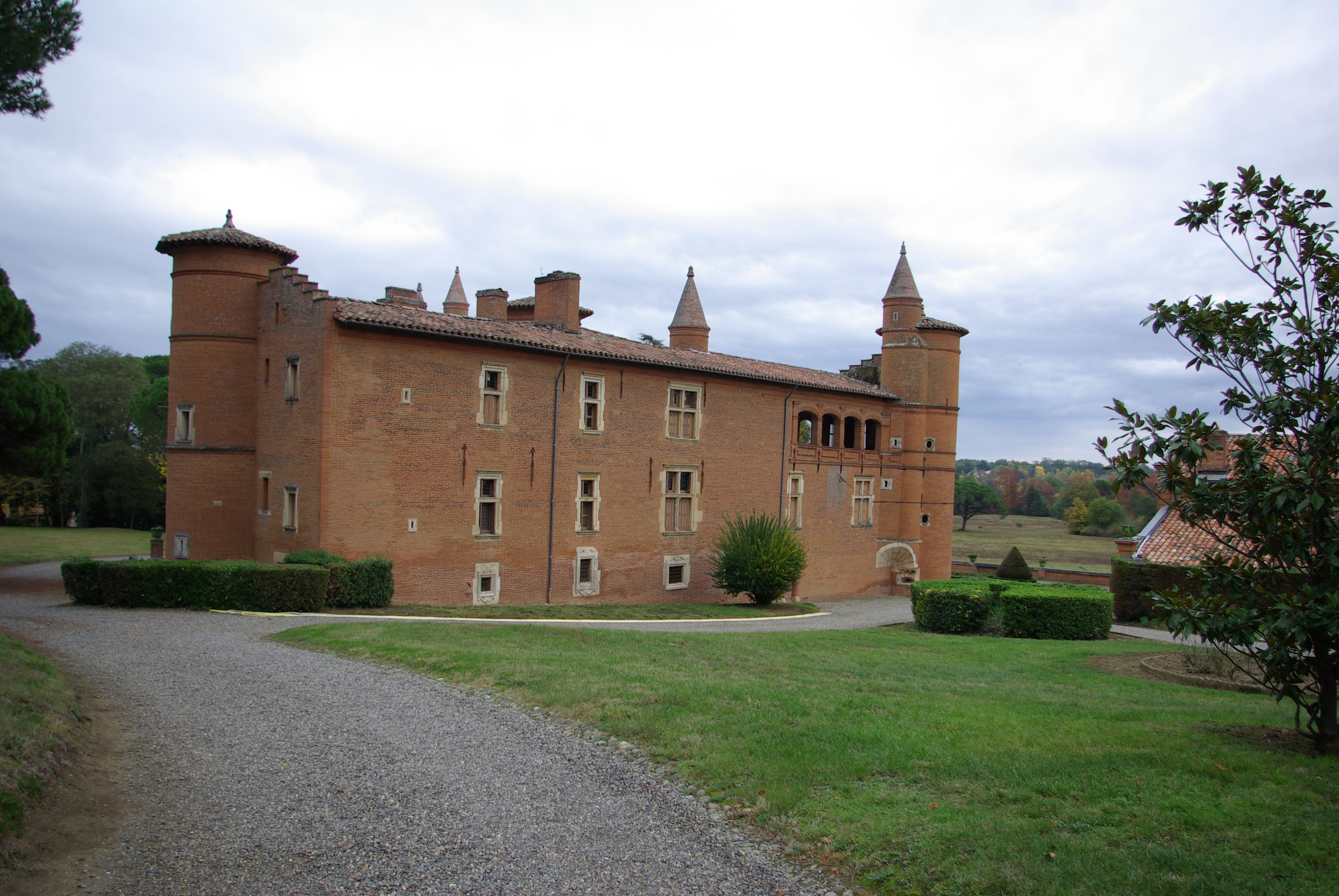
Château de Pibrac (vue Est).
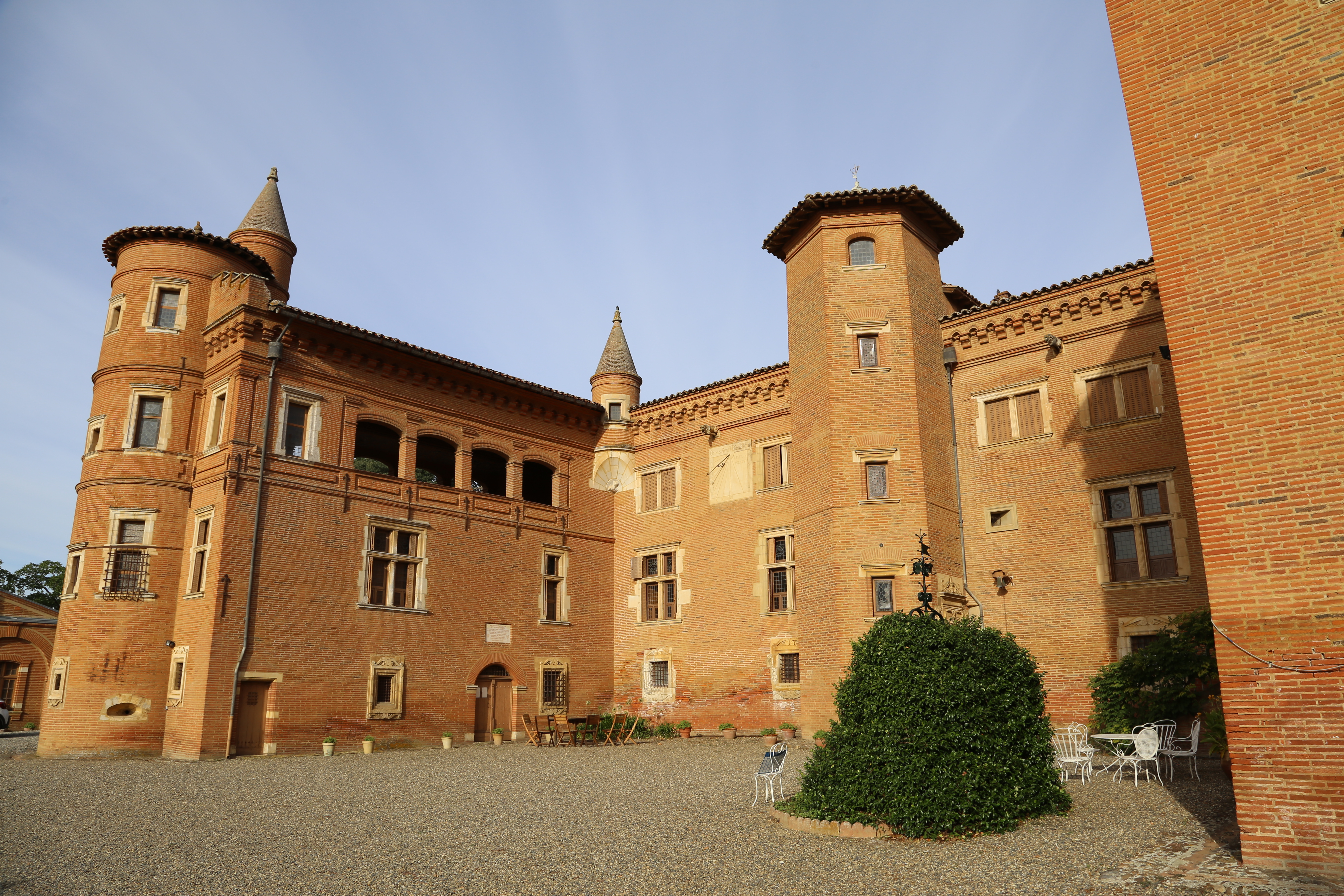
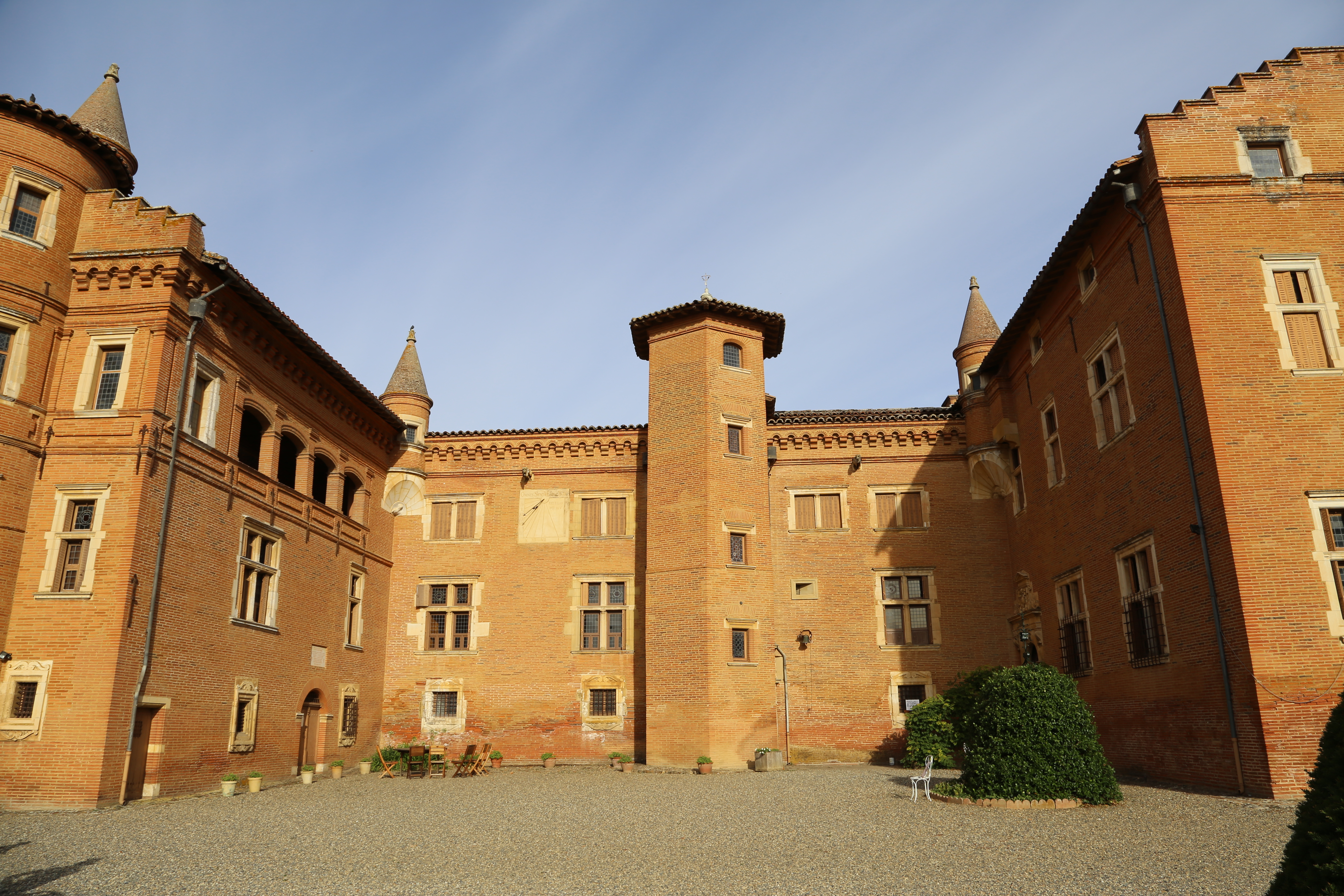
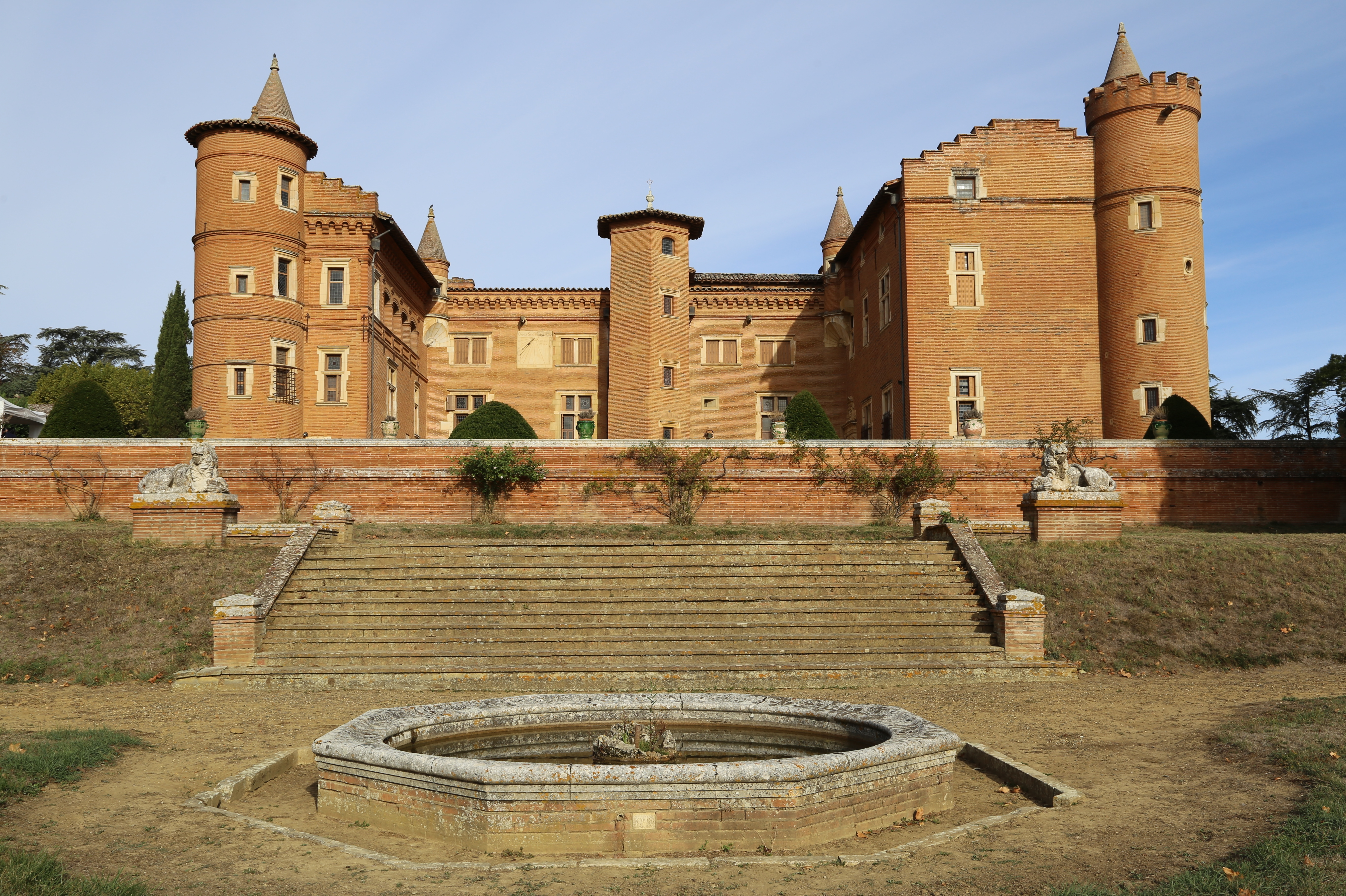
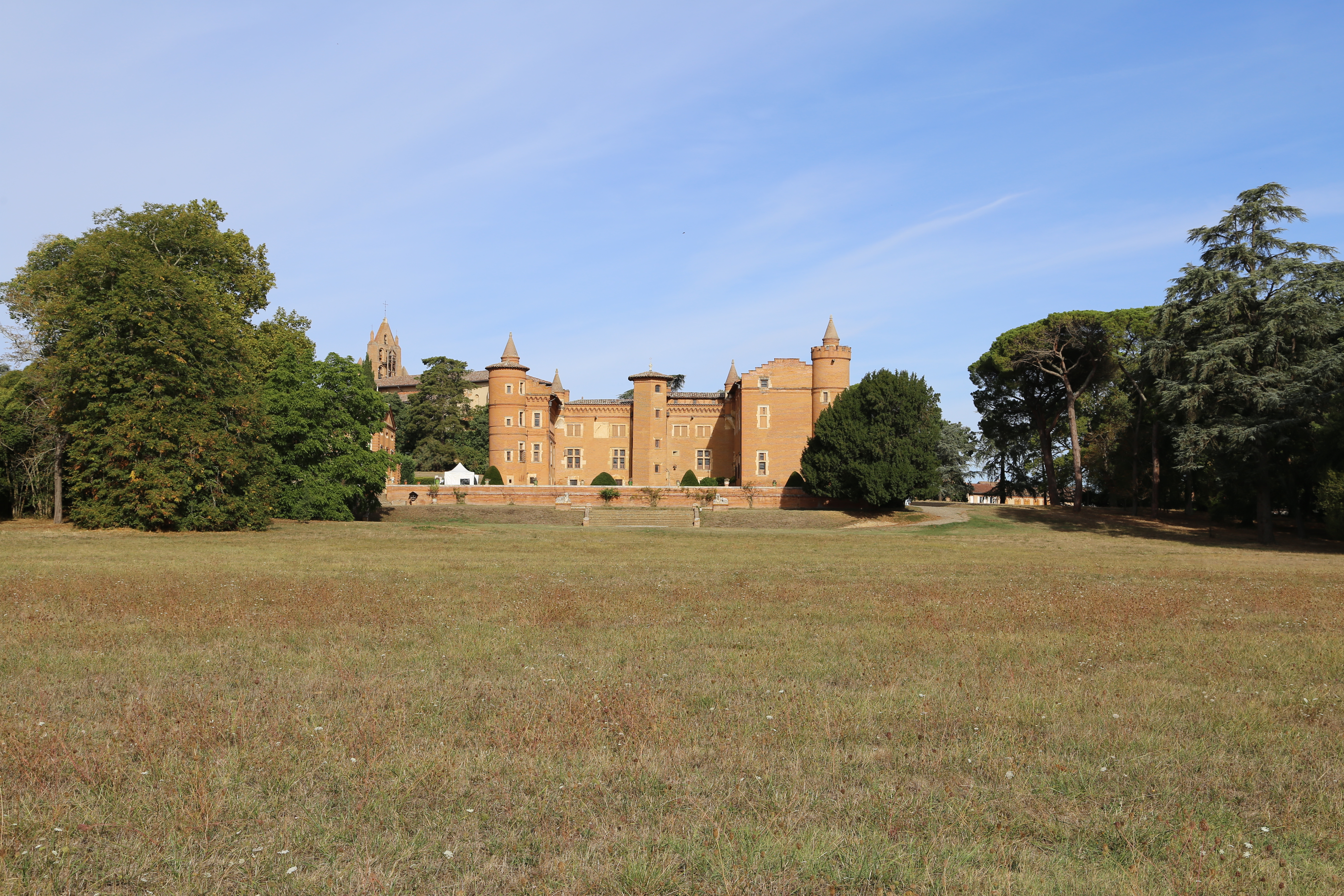
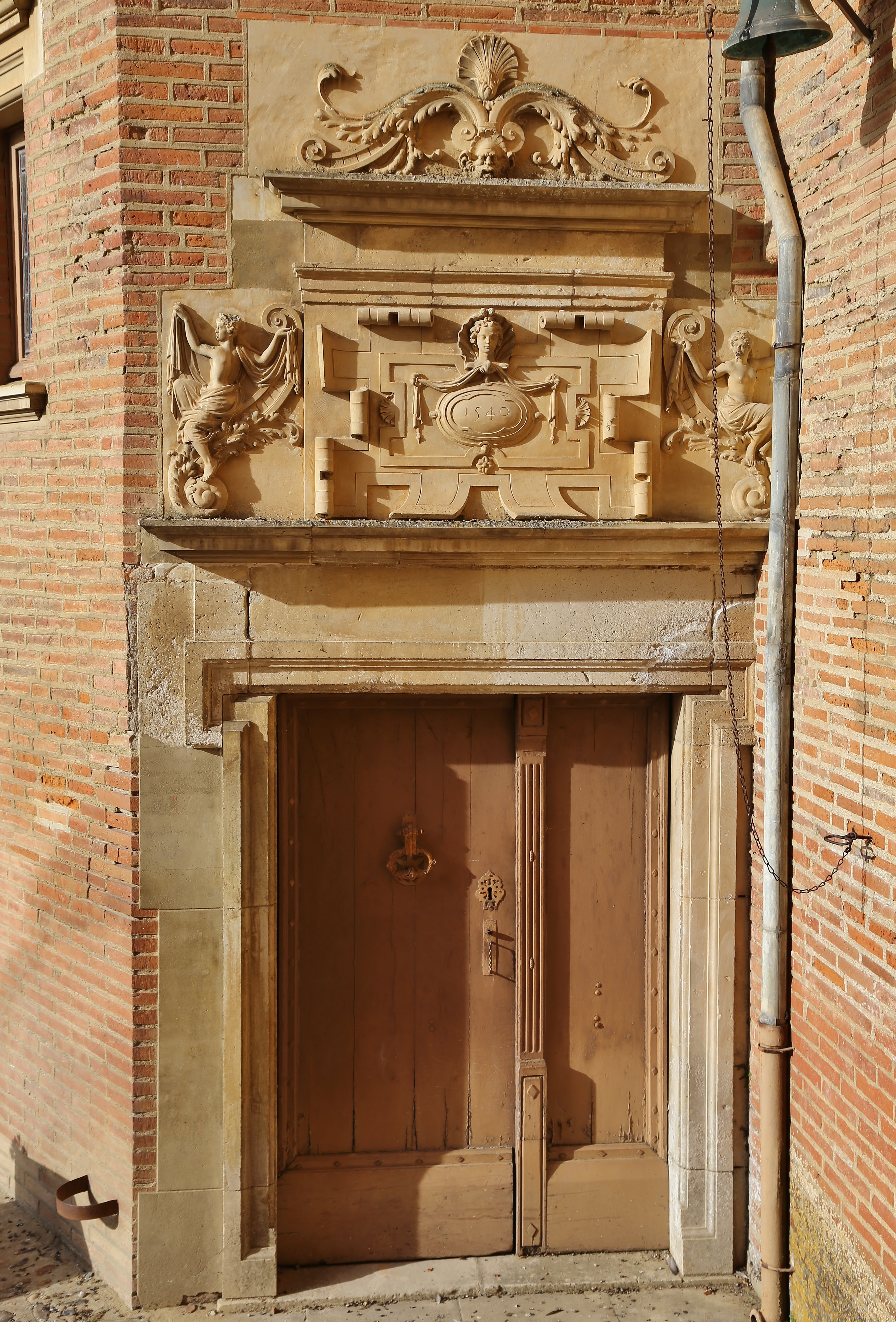
Porte Renaissance de la tour (restaurée).
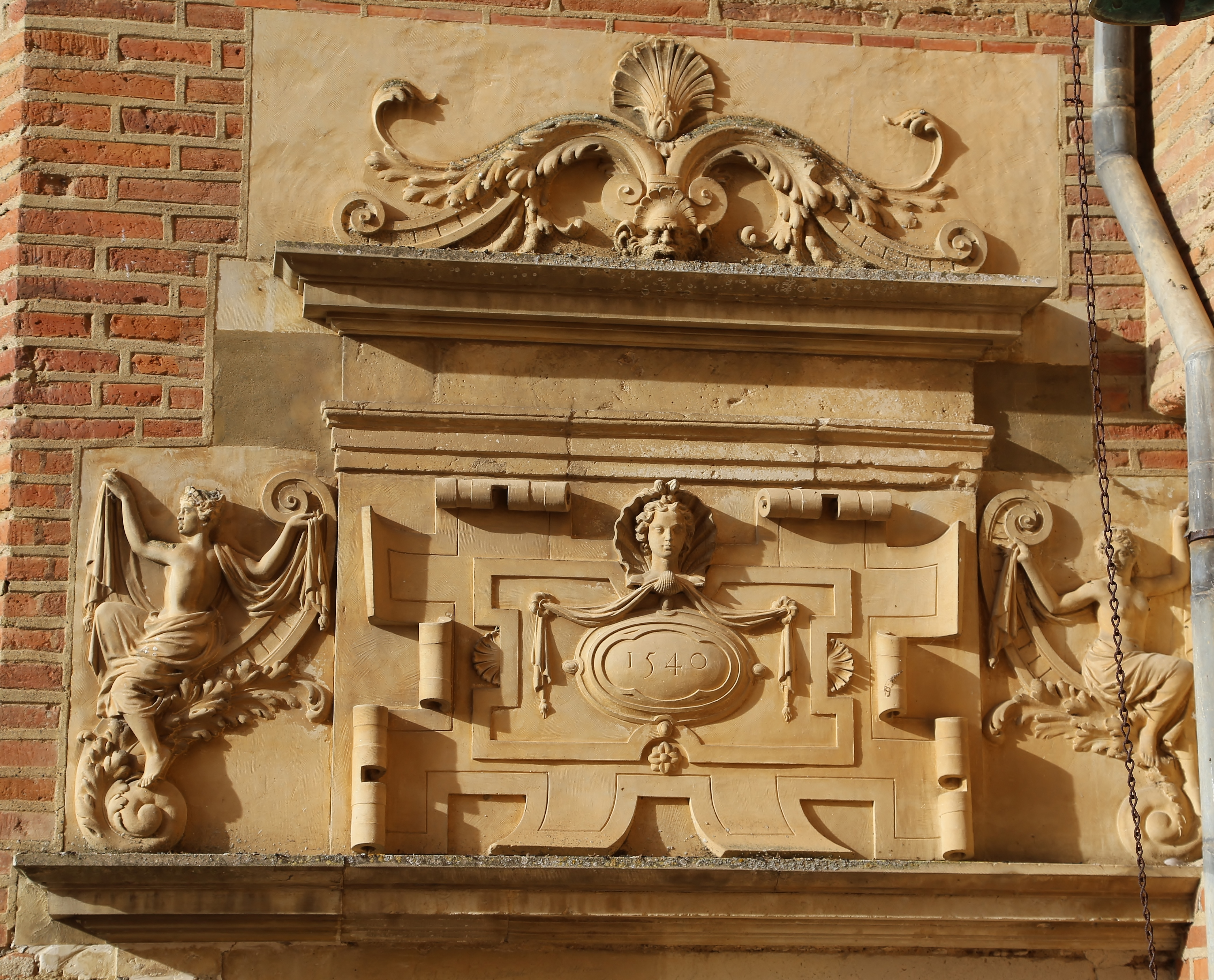
Décor restauré de la porte Renaissance de la tour.
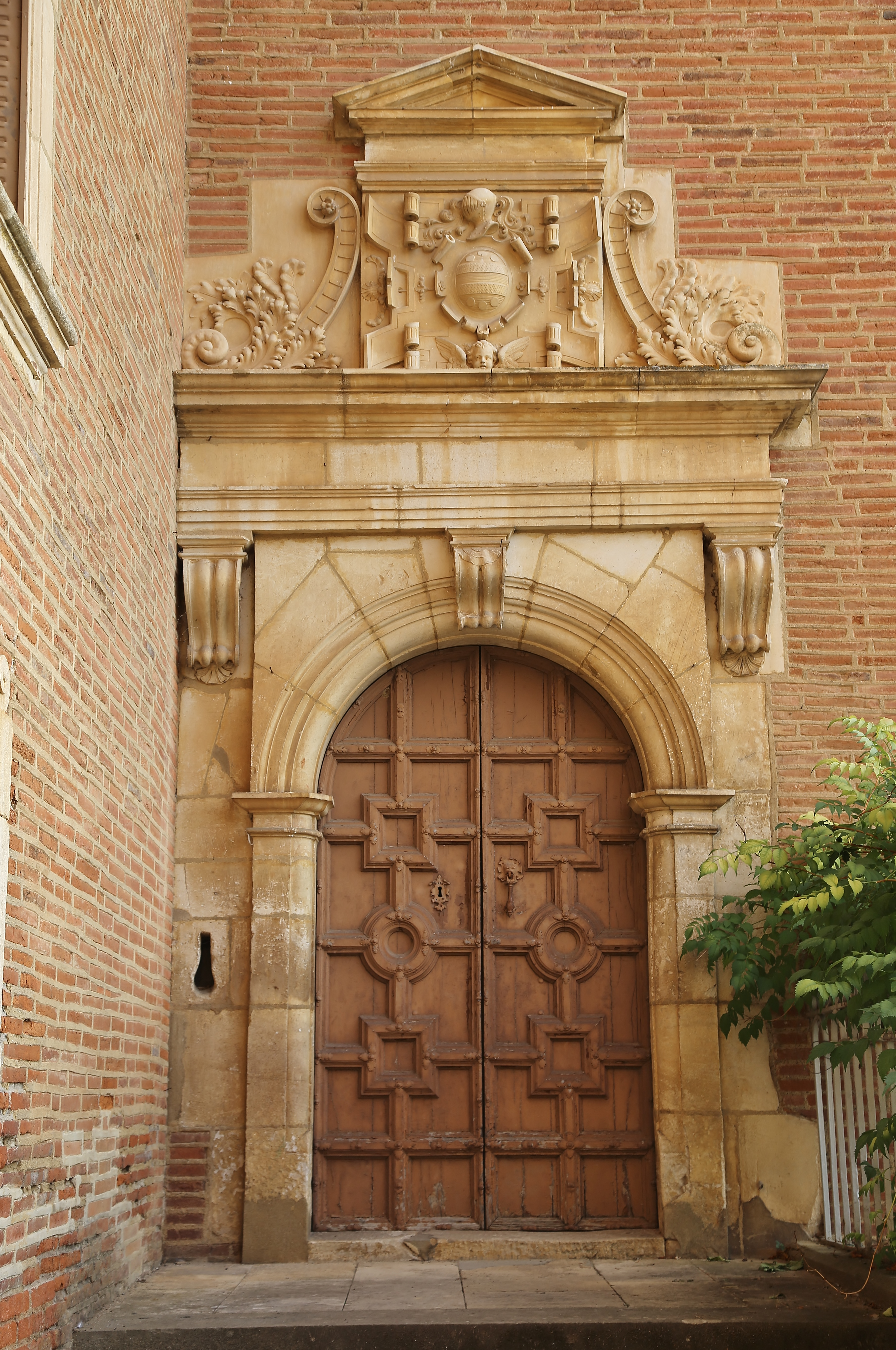
Porte Renaissance du château (restaurée).
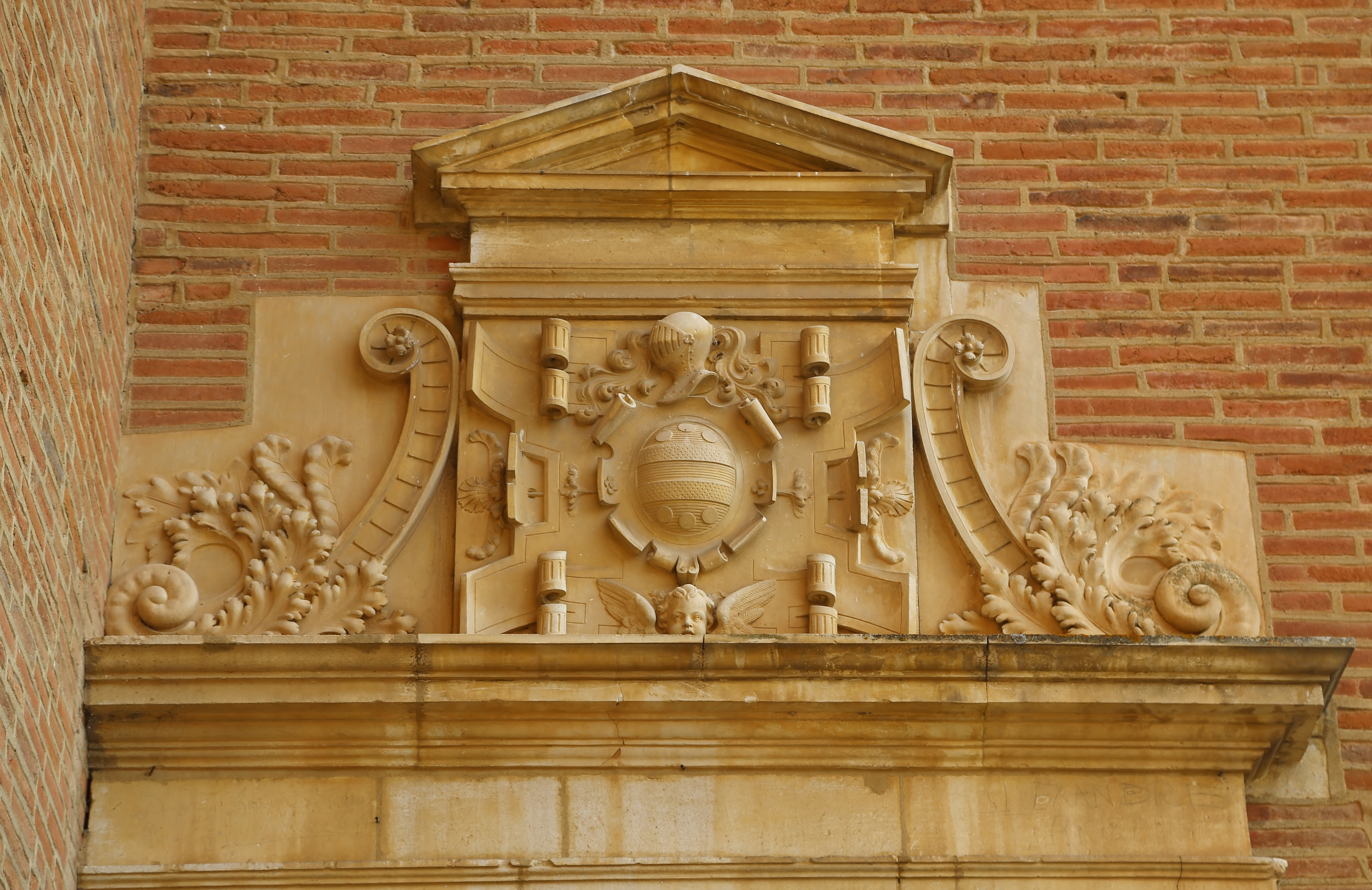
Décor restauré de la porte Renaissance du château.
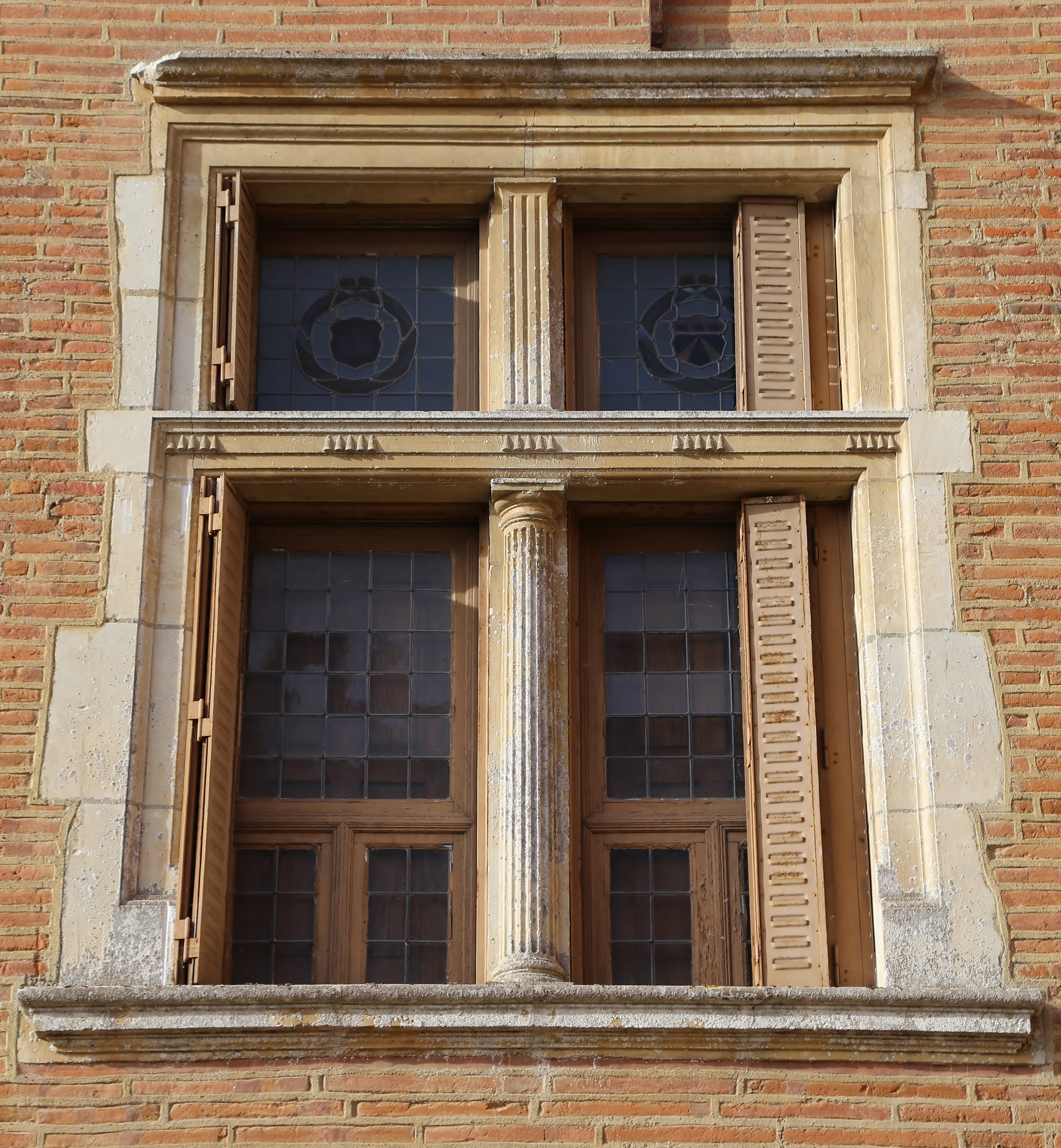
Fenêtre Renaissance de l'étage.
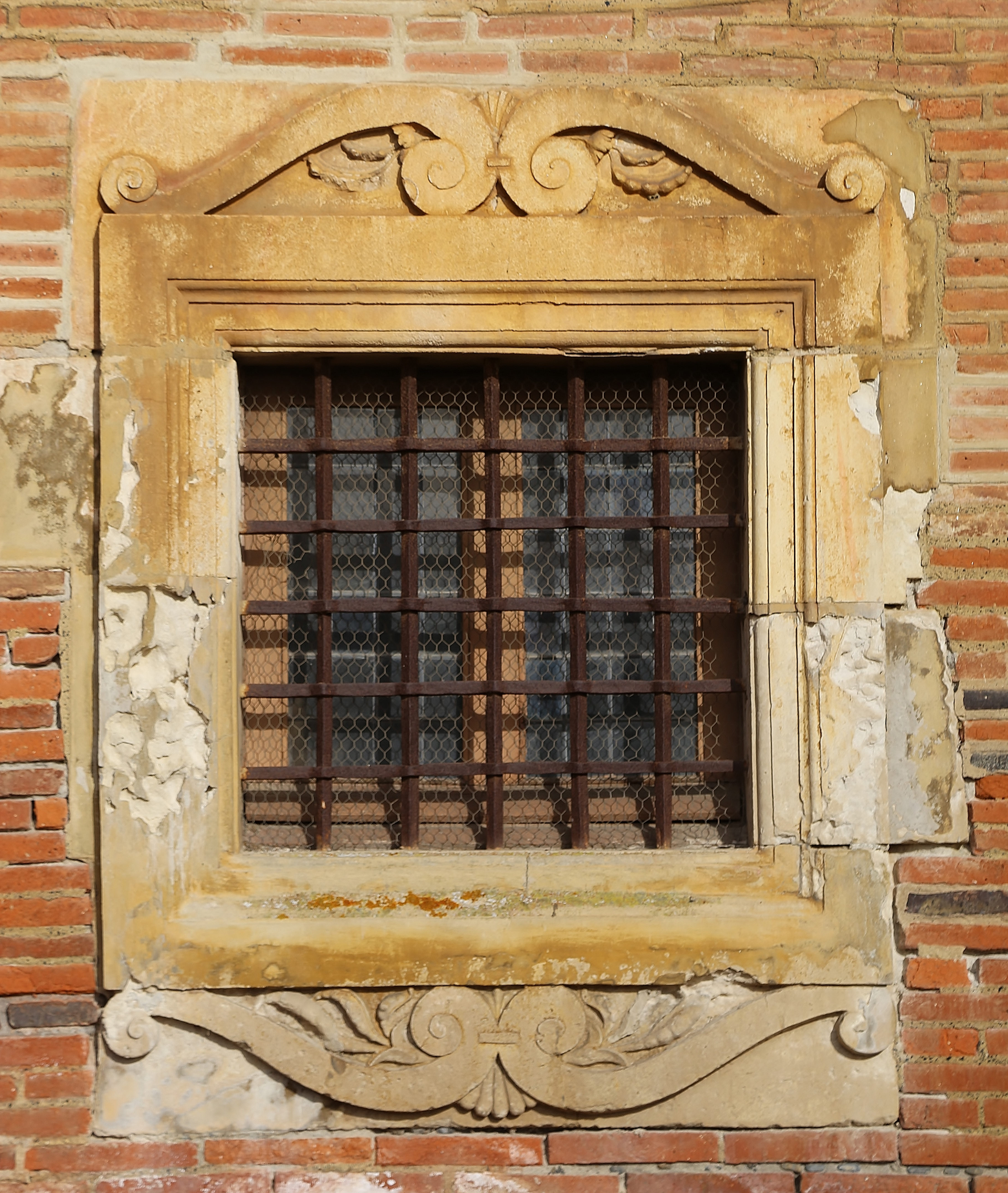
Fenêtre Renaissance du rez-de-chaussée.
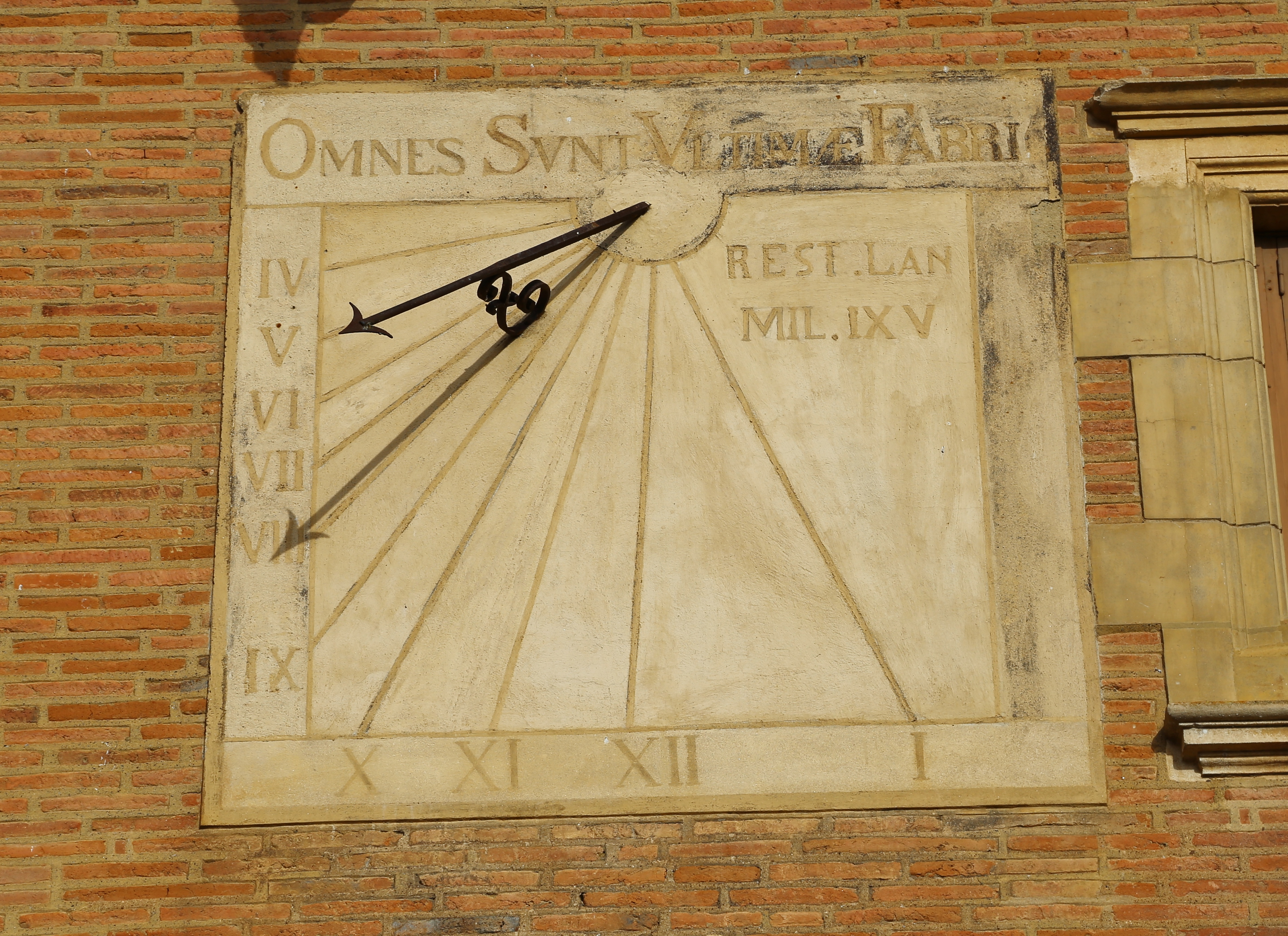
Cadran solaire.
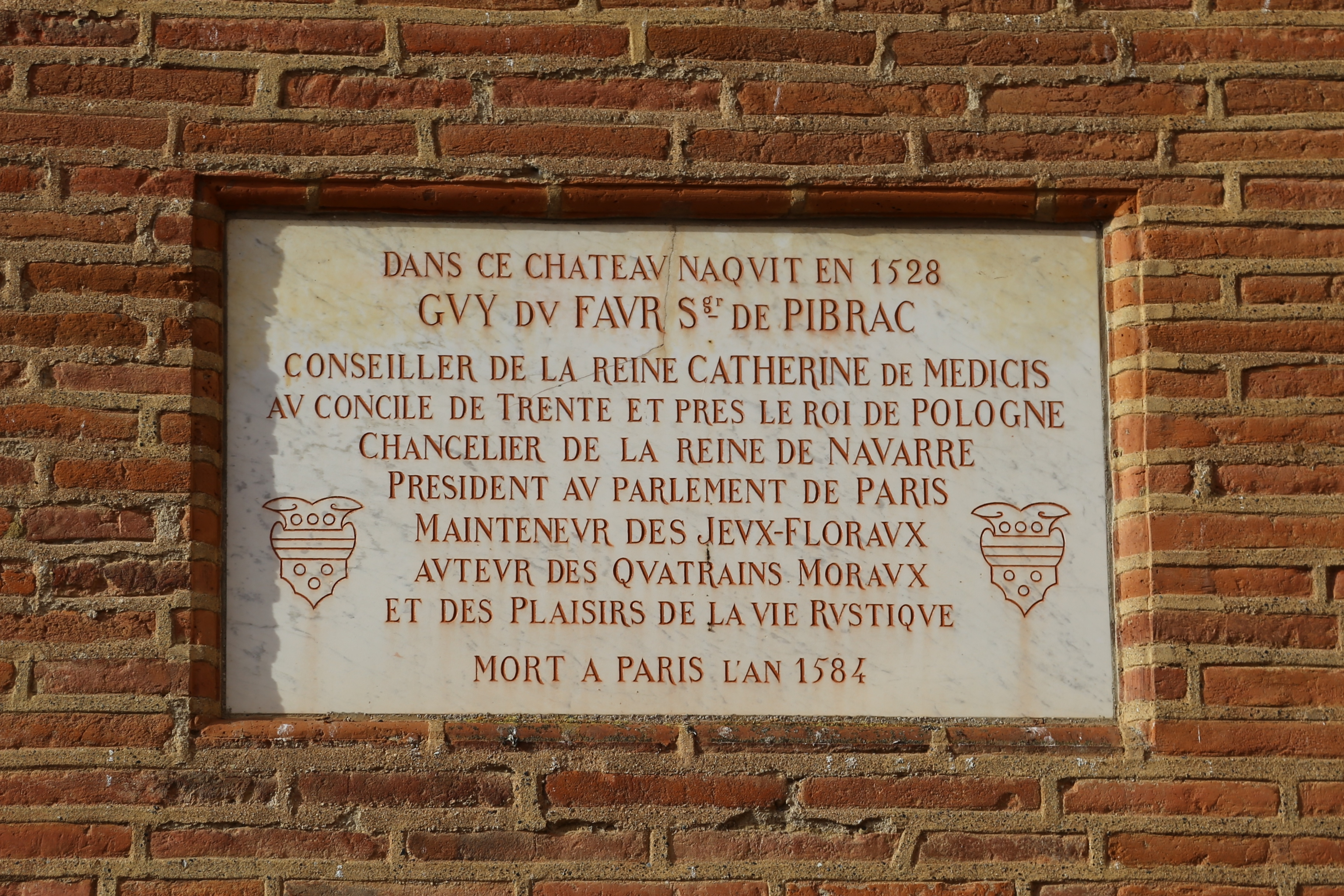
Plaque en mémoire de Guy du Faur de Pibrac, célèbre poète et parlementaire du 16e siècle.
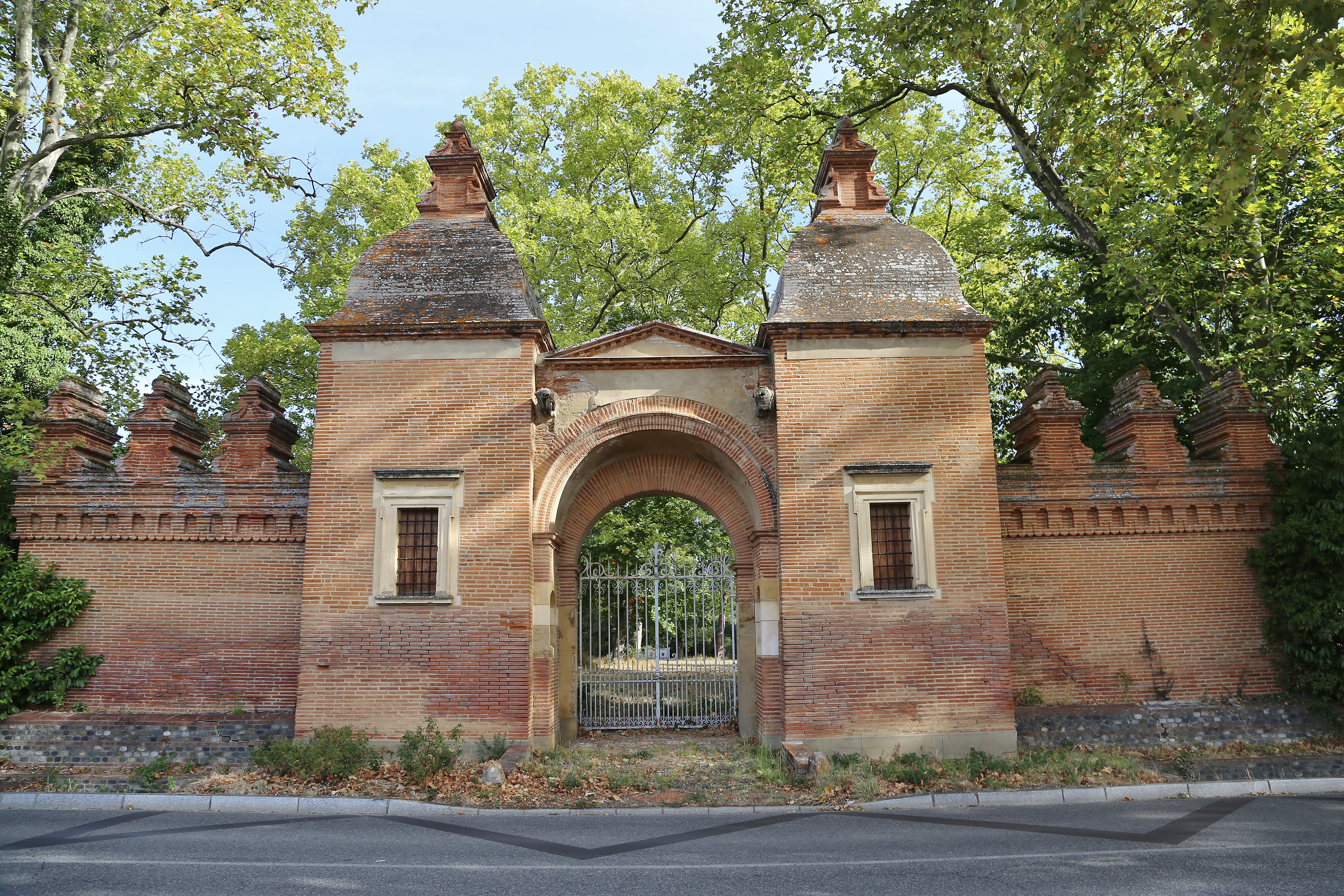
Le portail Henri IV.
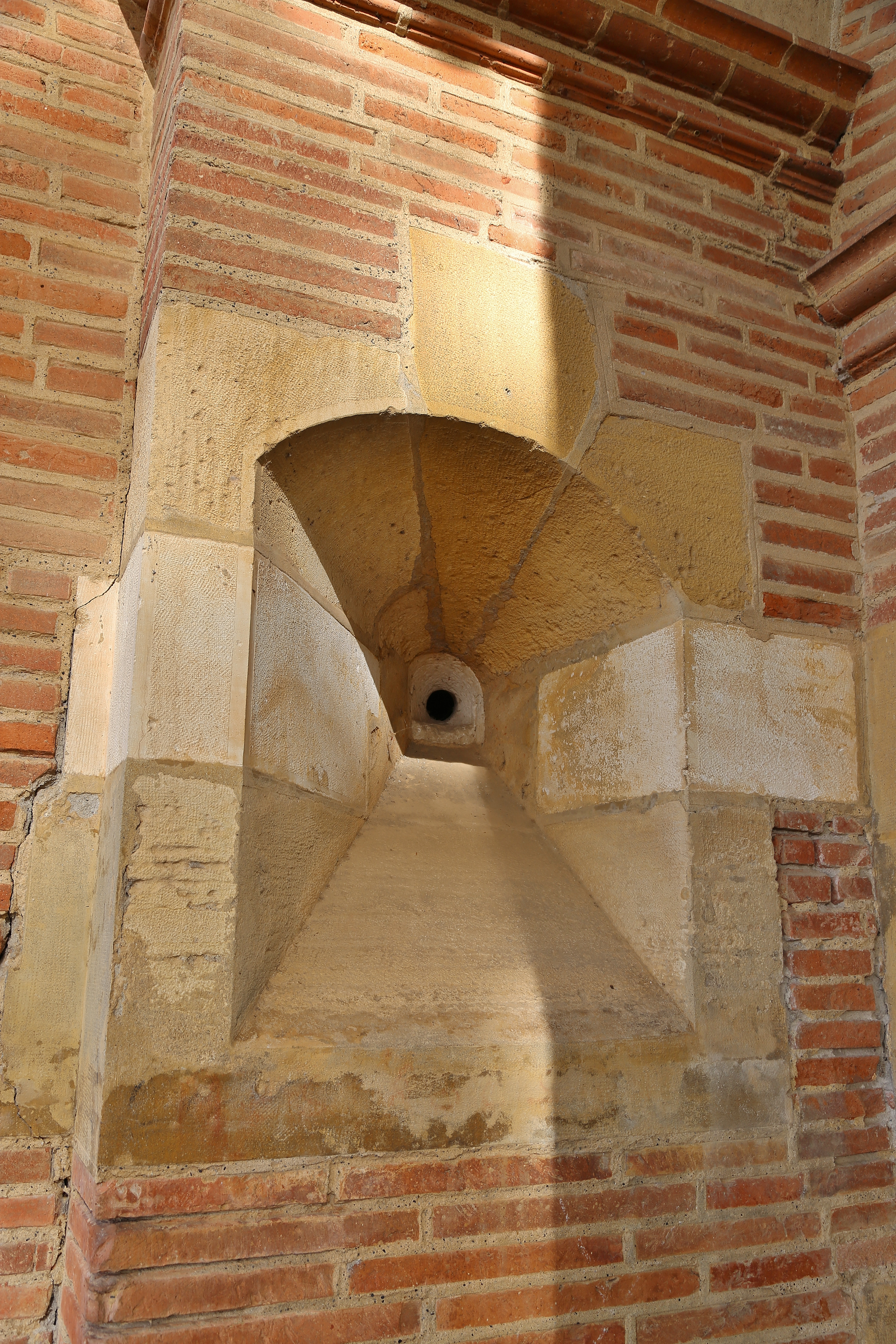
Détail du portail Henri IV.

Intérieur
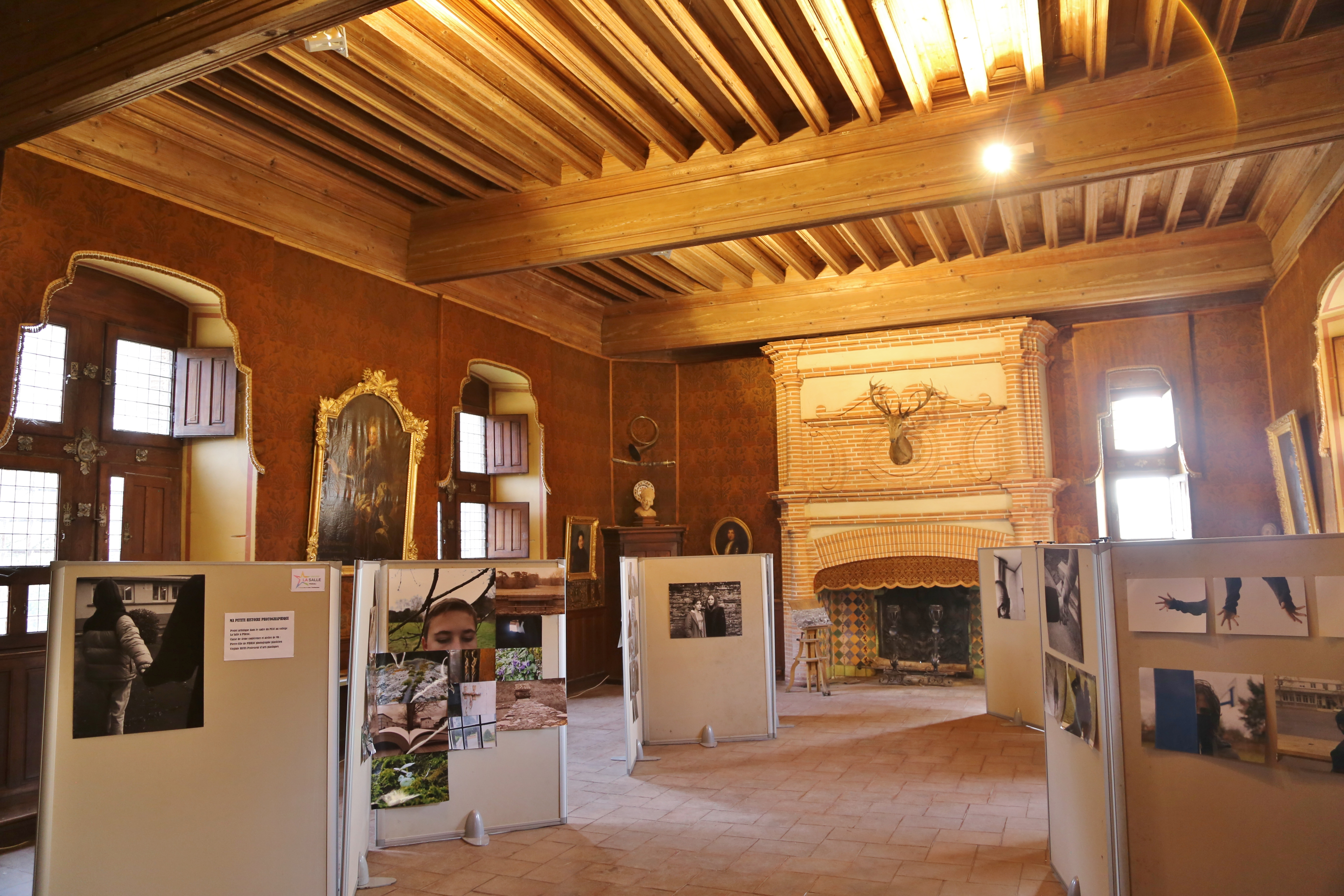
Ancienne salle des gardes (ou salle basse).
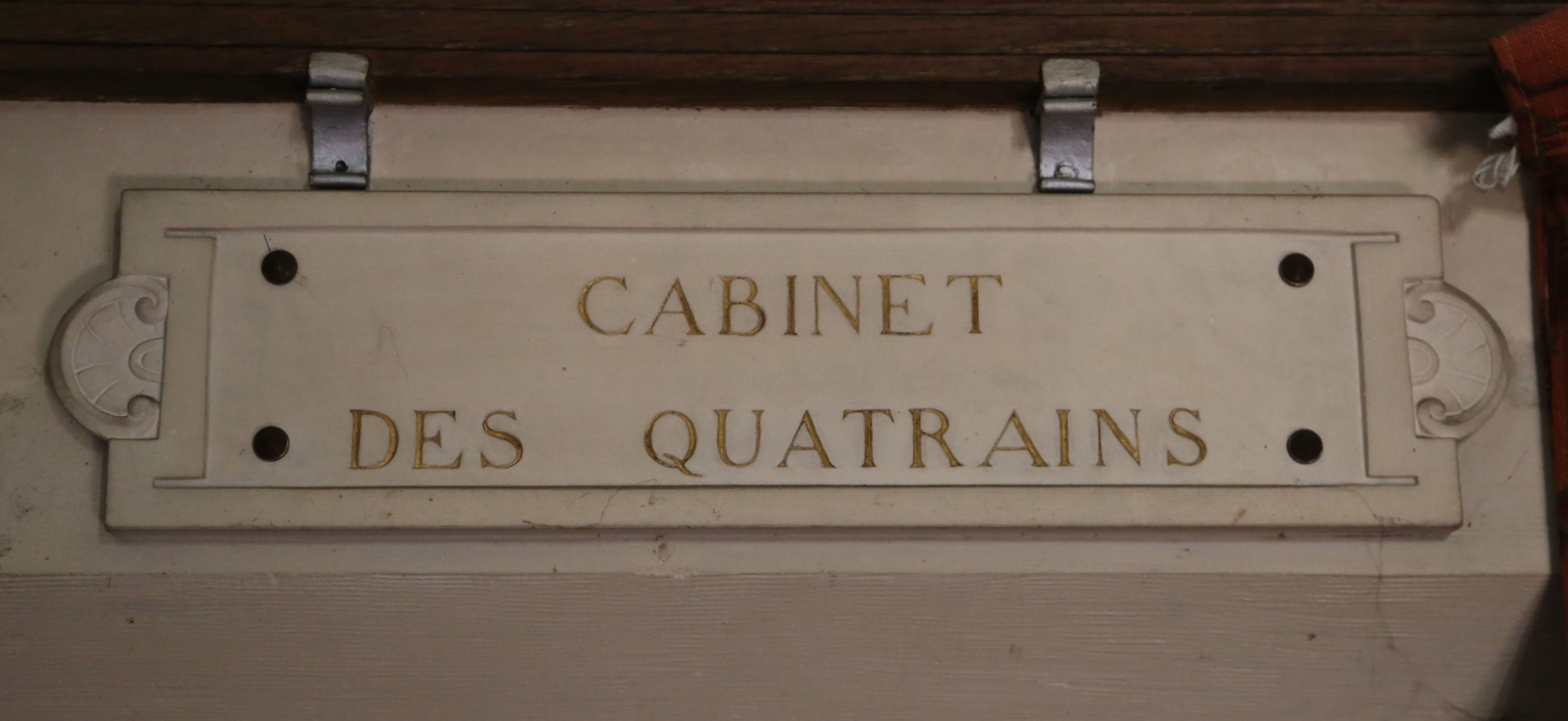
Plaque du cabinet des quatrains.
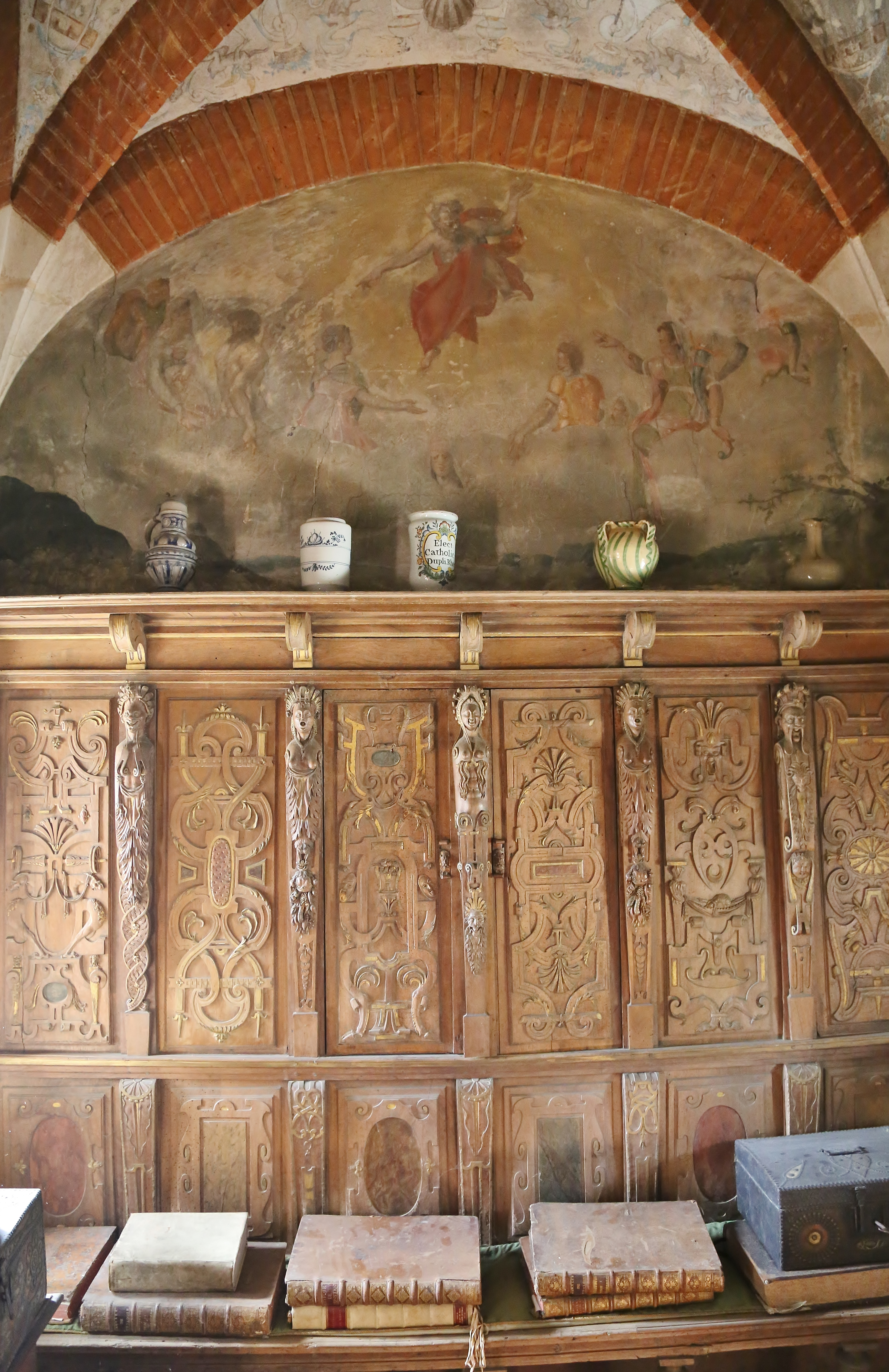
Le cabinet des quatrains, 16e siècle.
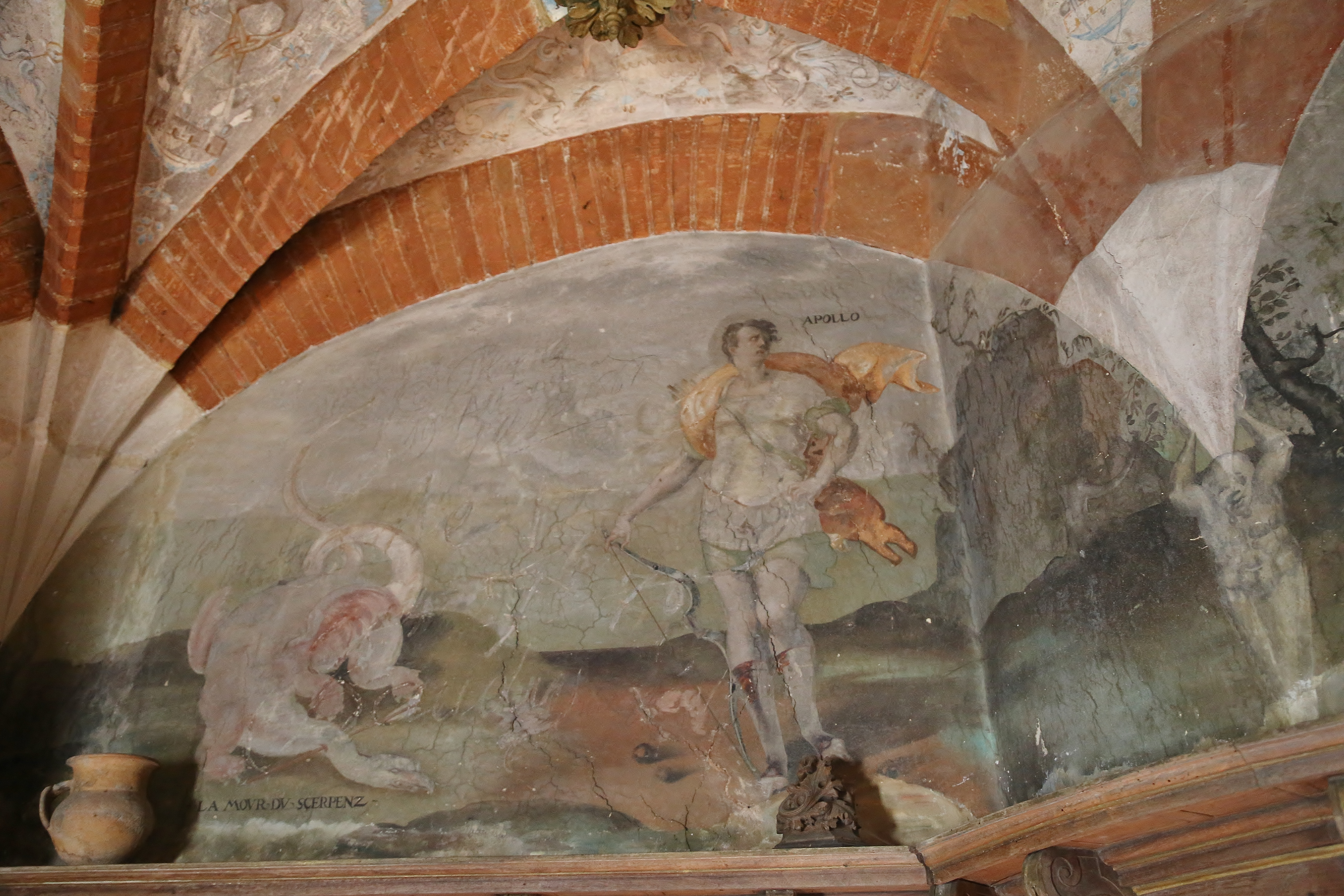
Décor mural du cabinet des quatrains.
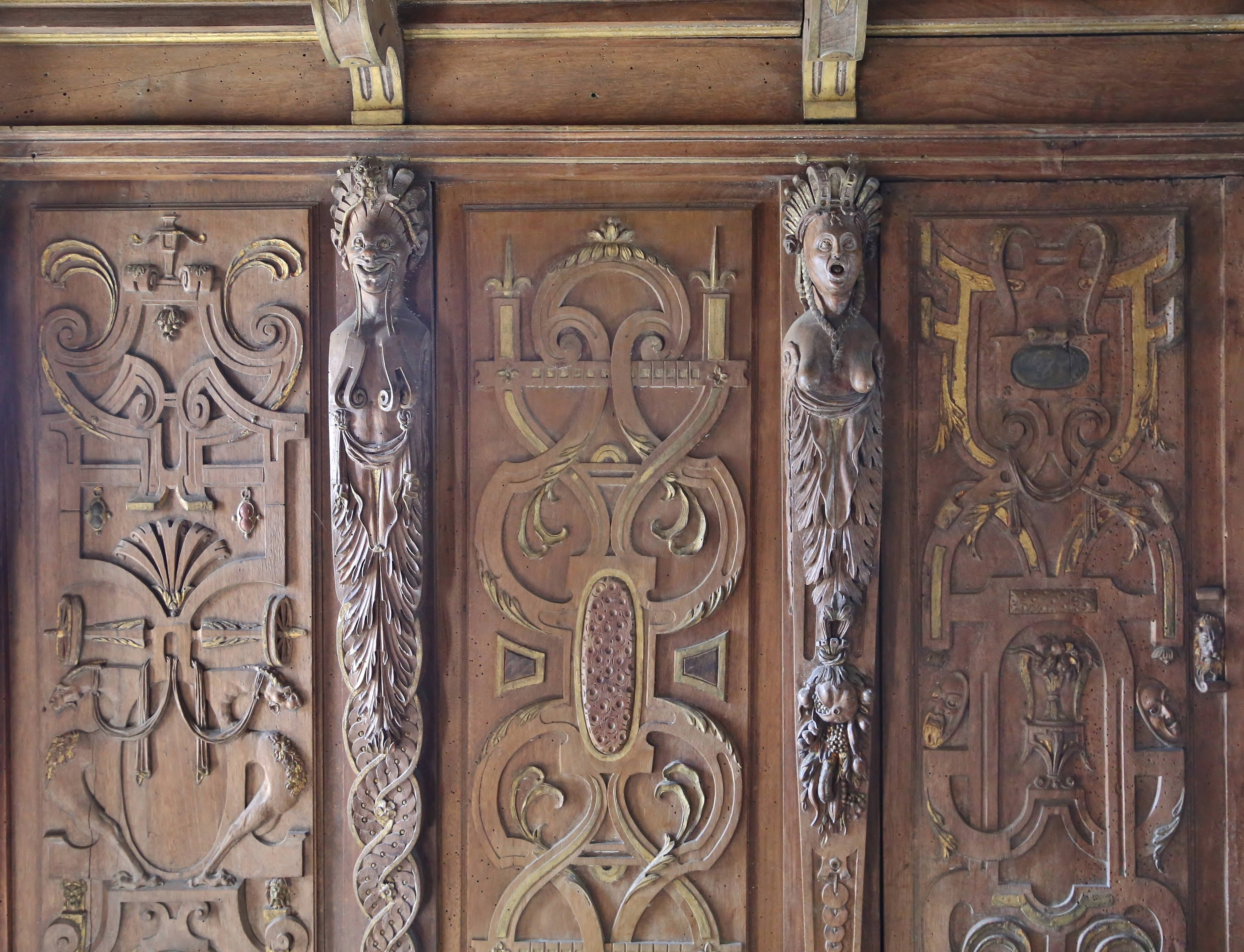
Détail des boiseries du cabinet des quatrains.
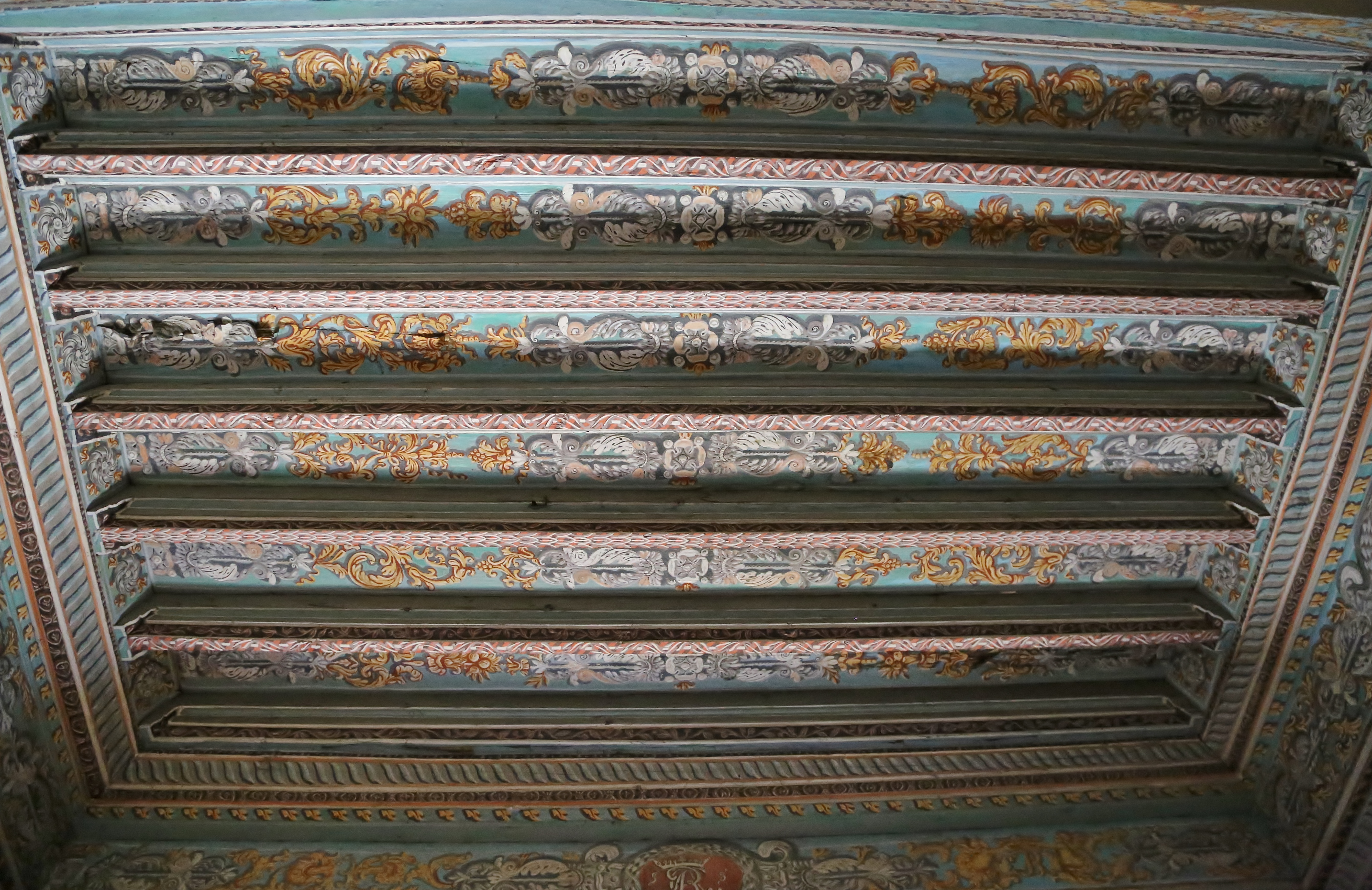
Plafond à la française.
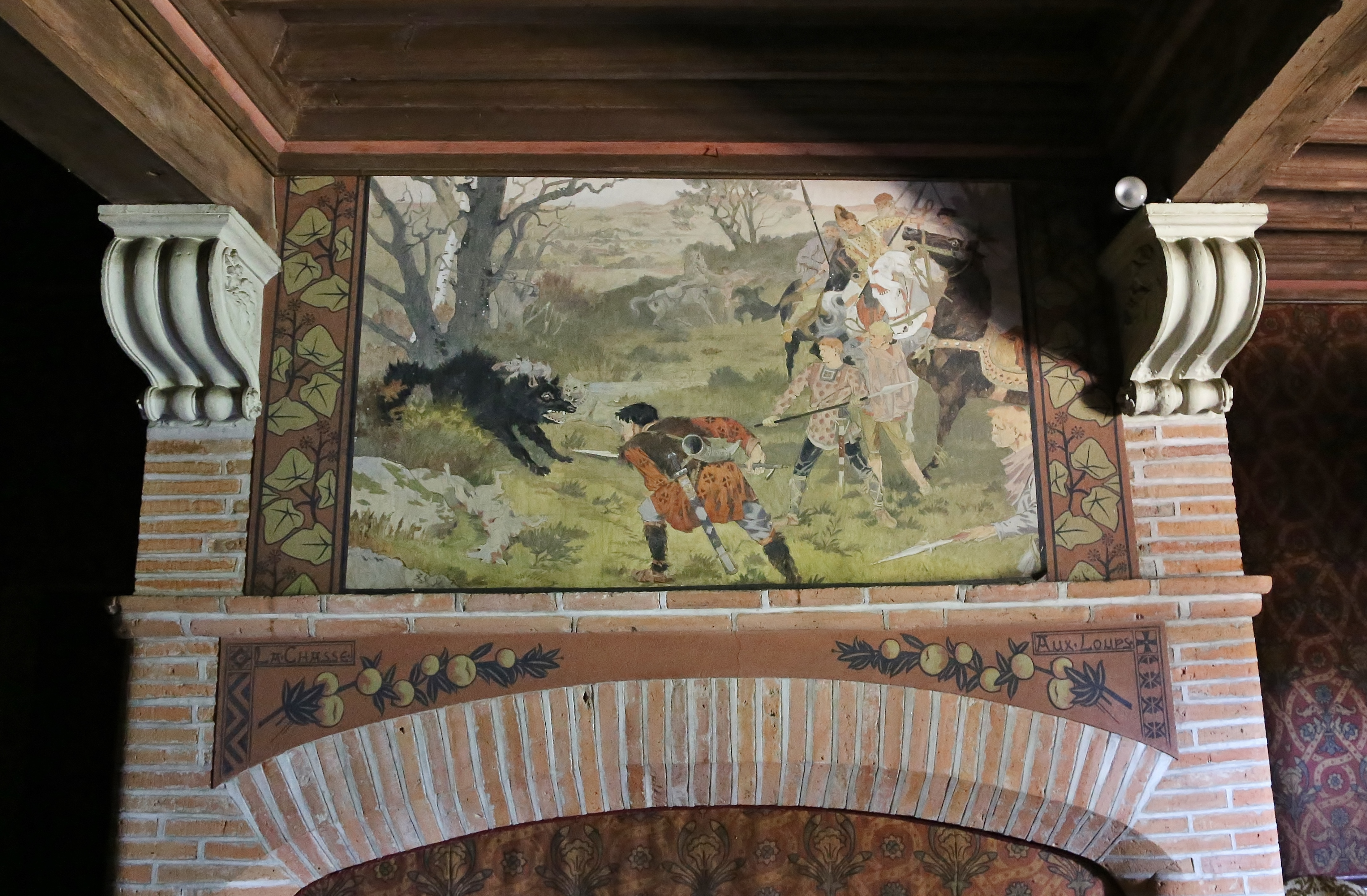
Décor de cheminée mettant en scène une chasse au loup.
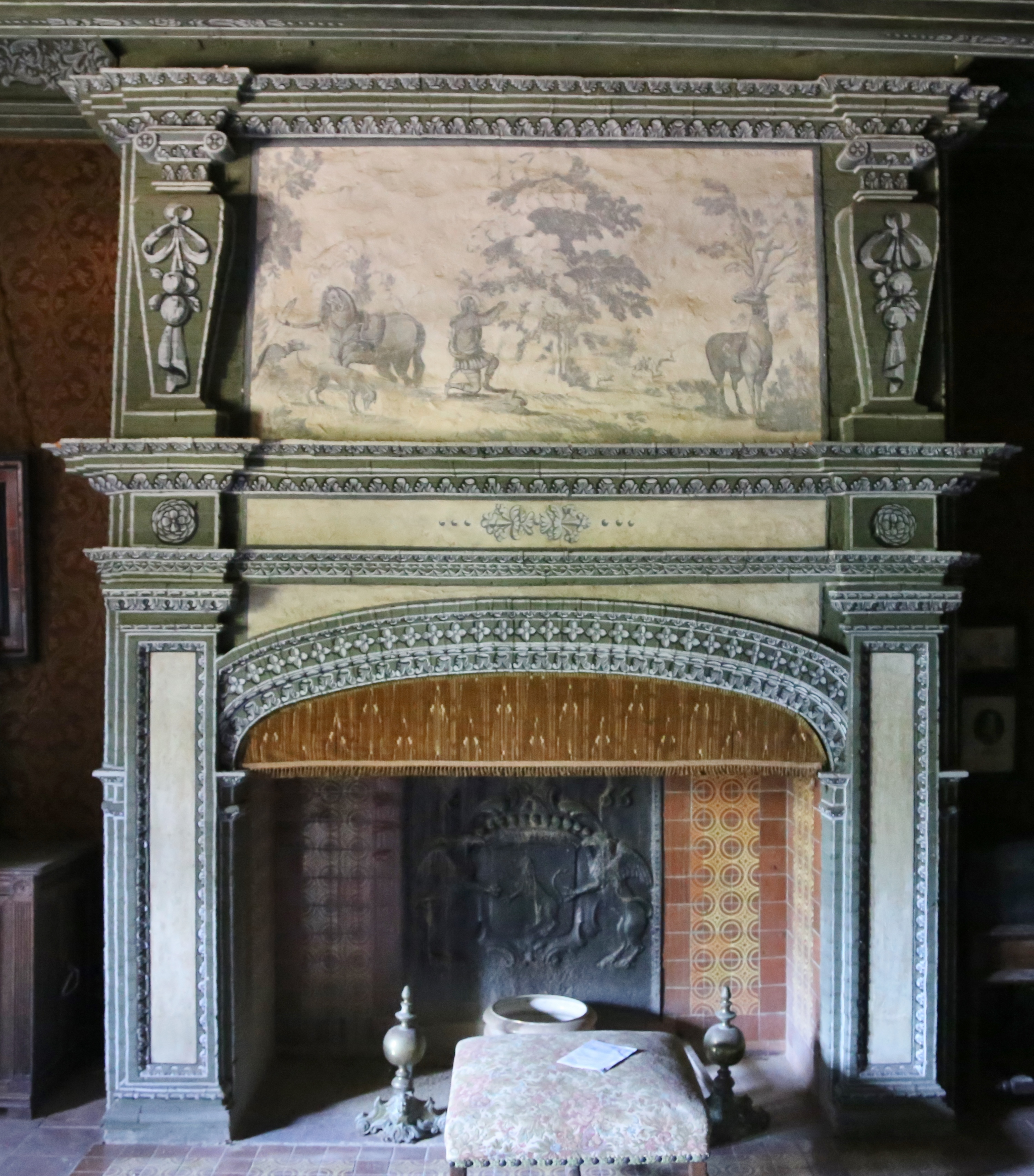
Cheminée décorée.
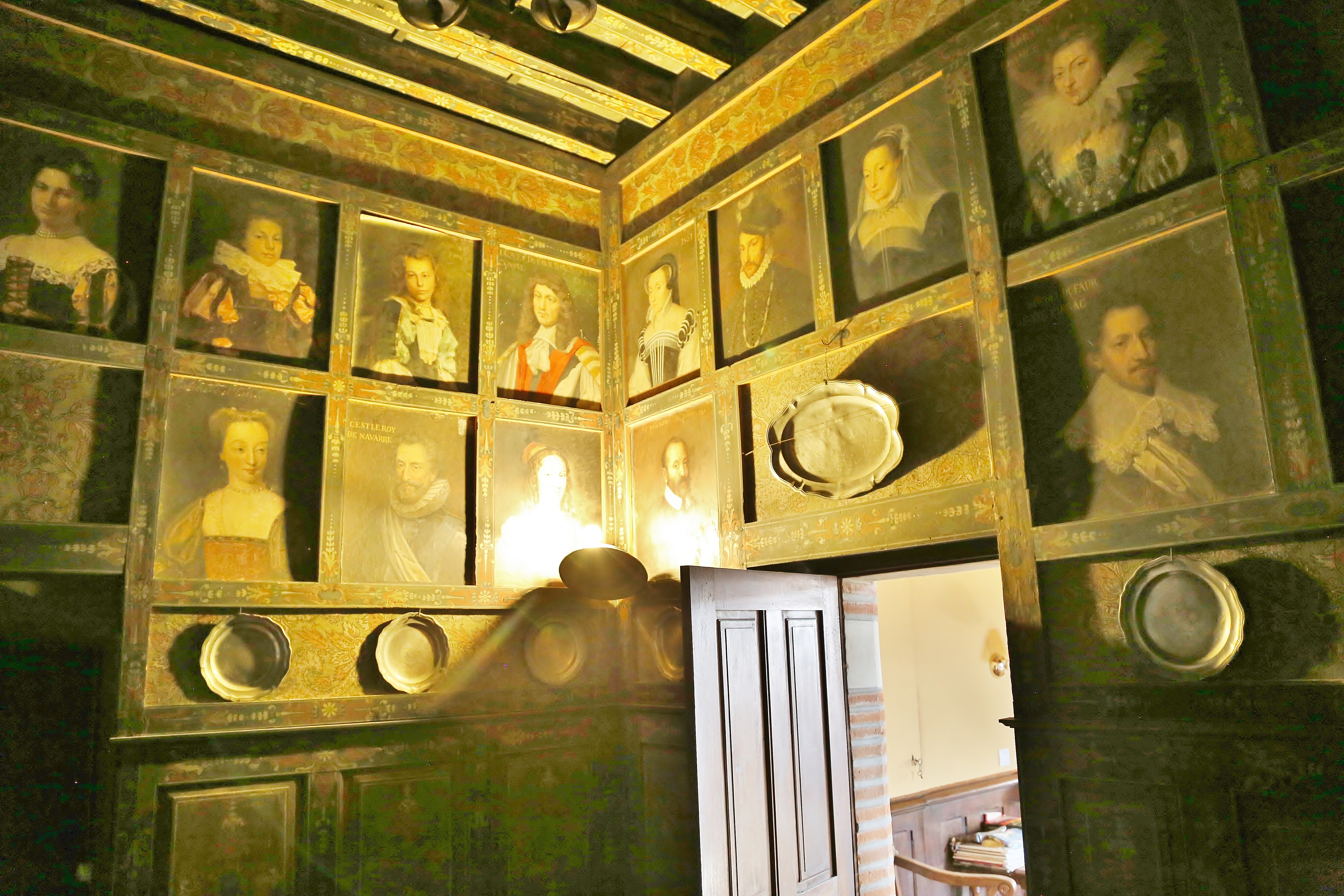
Cabinet des Dames.
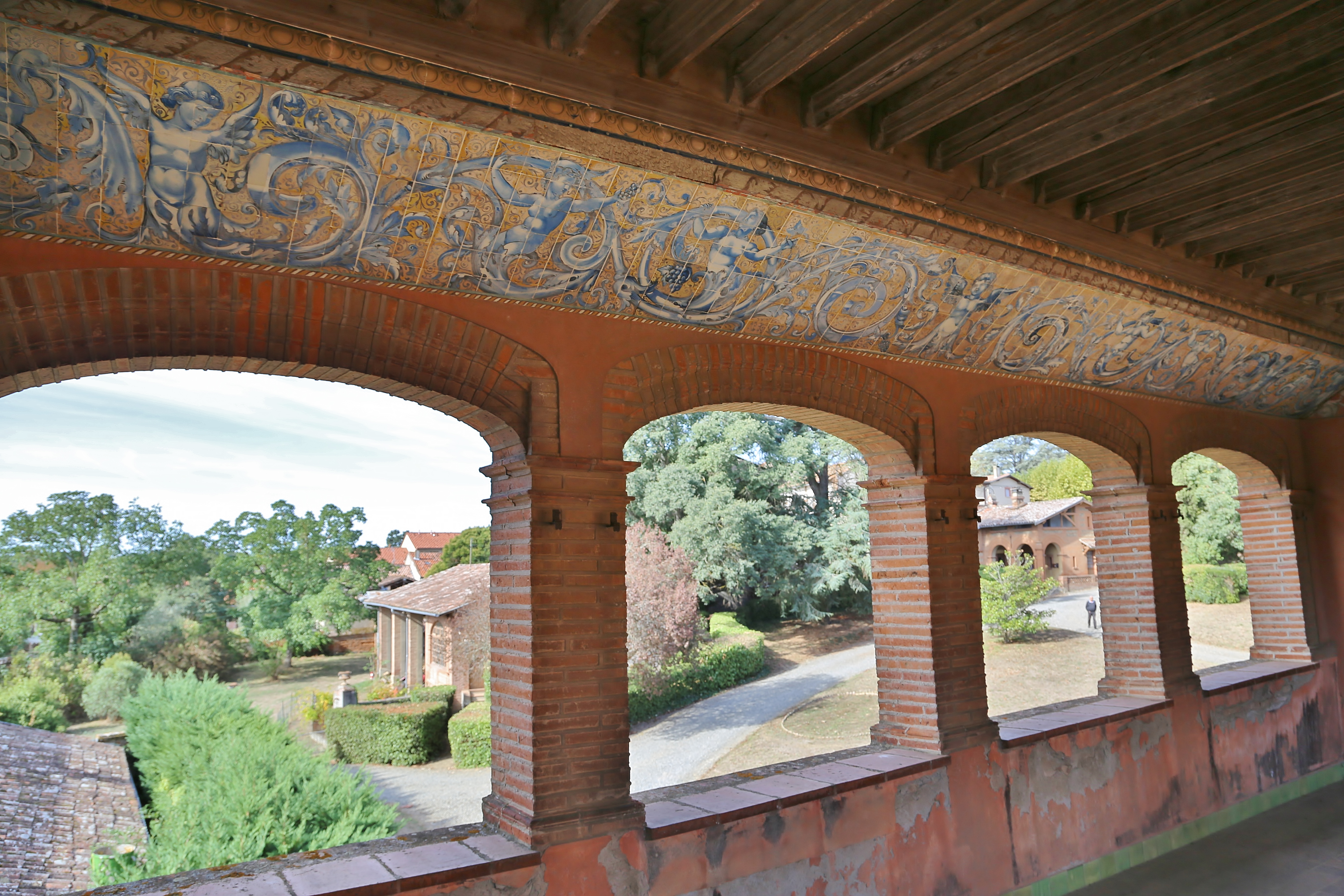
Galerie ouverte de l'étage.
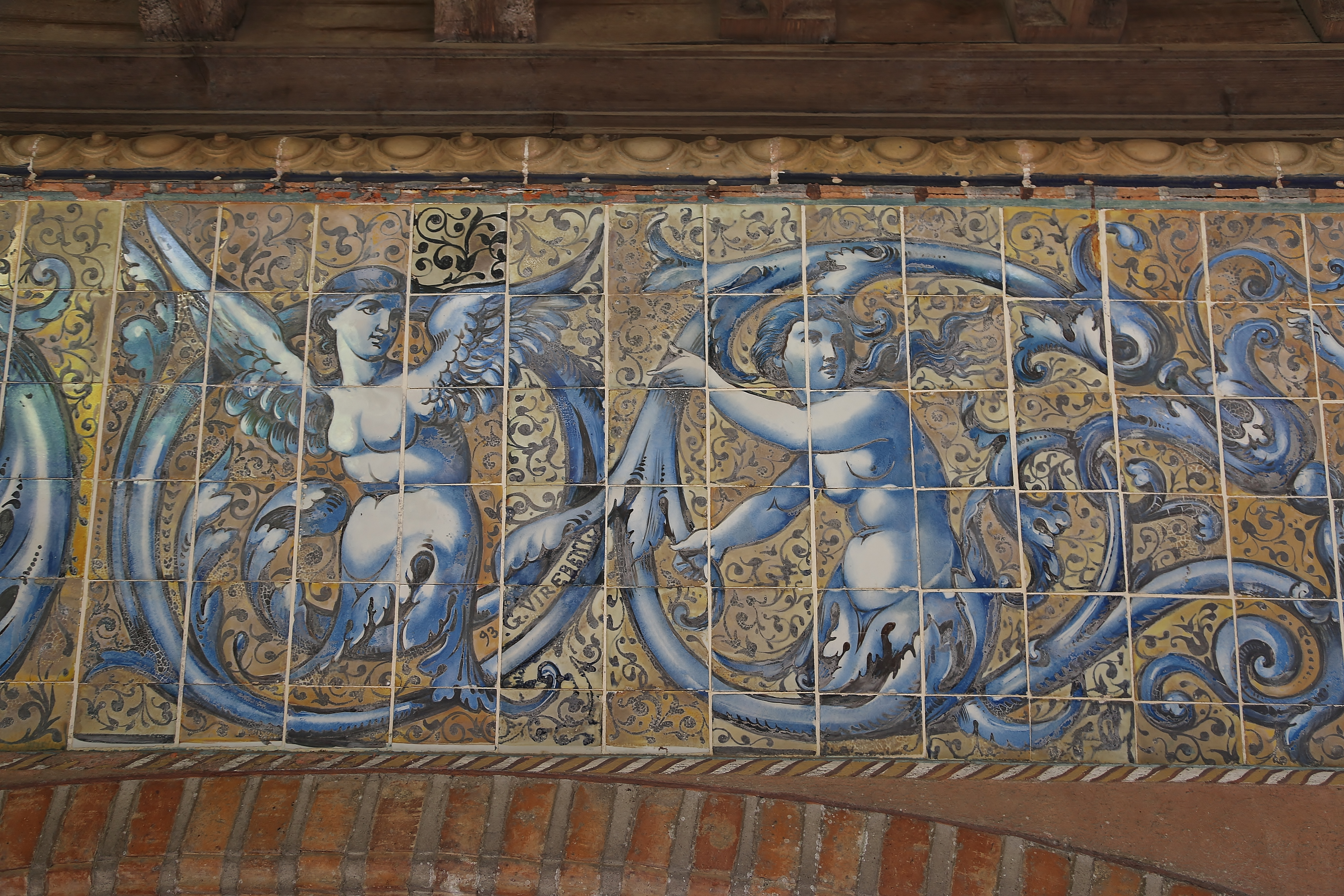
Décor de céramique de la galerie (Gaston Virebent, 1893).

Images d'archives
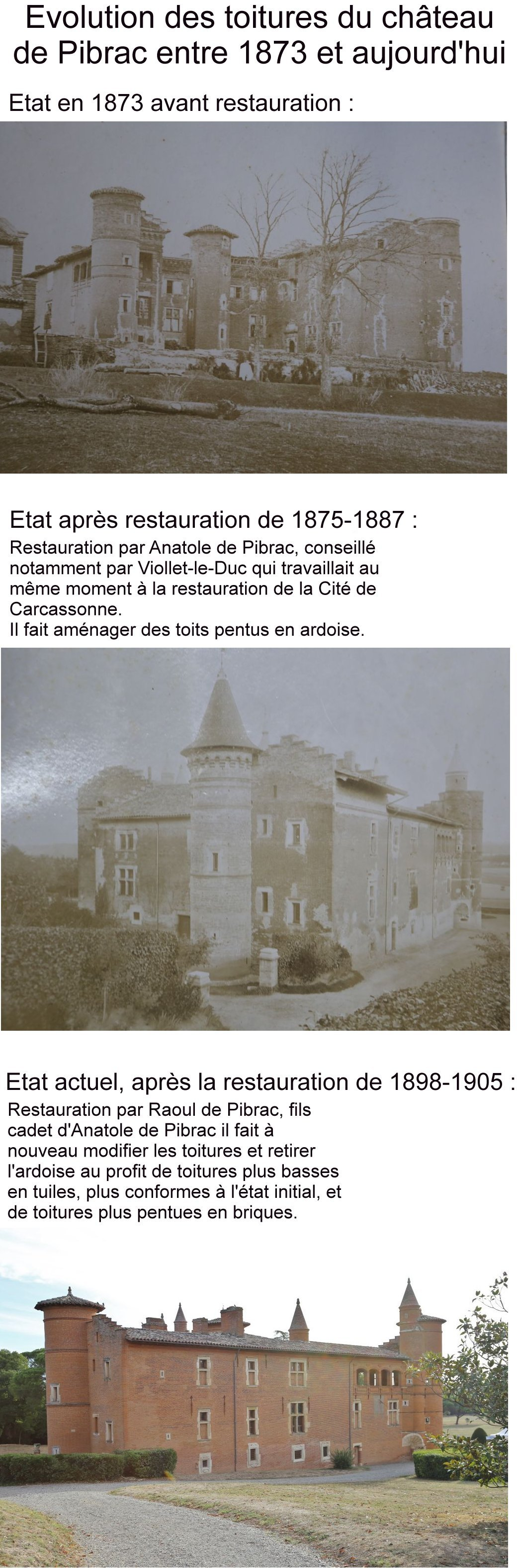
Évolution des toitures au fil des restaurations.
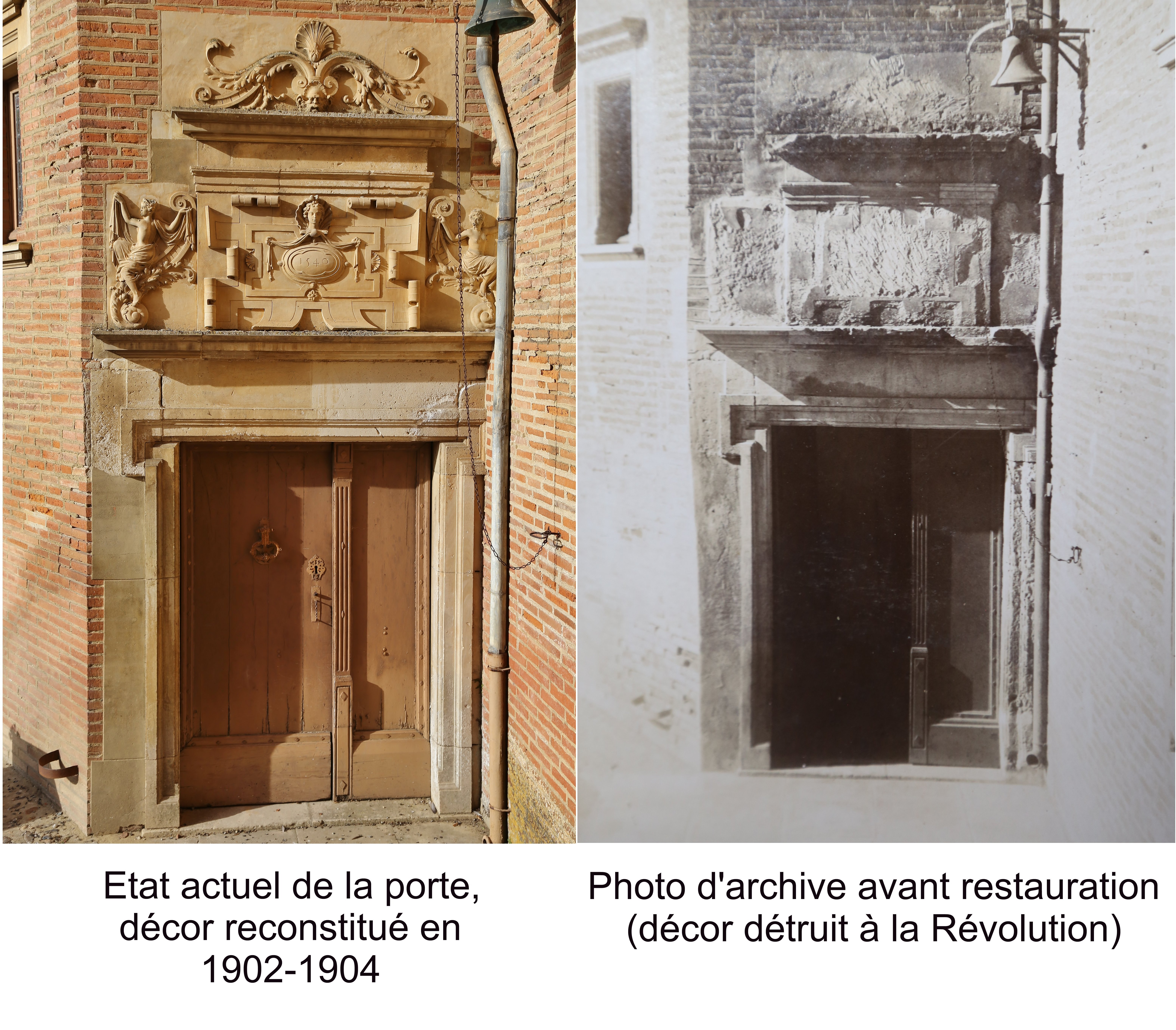
Restauration de la porte de la tour.
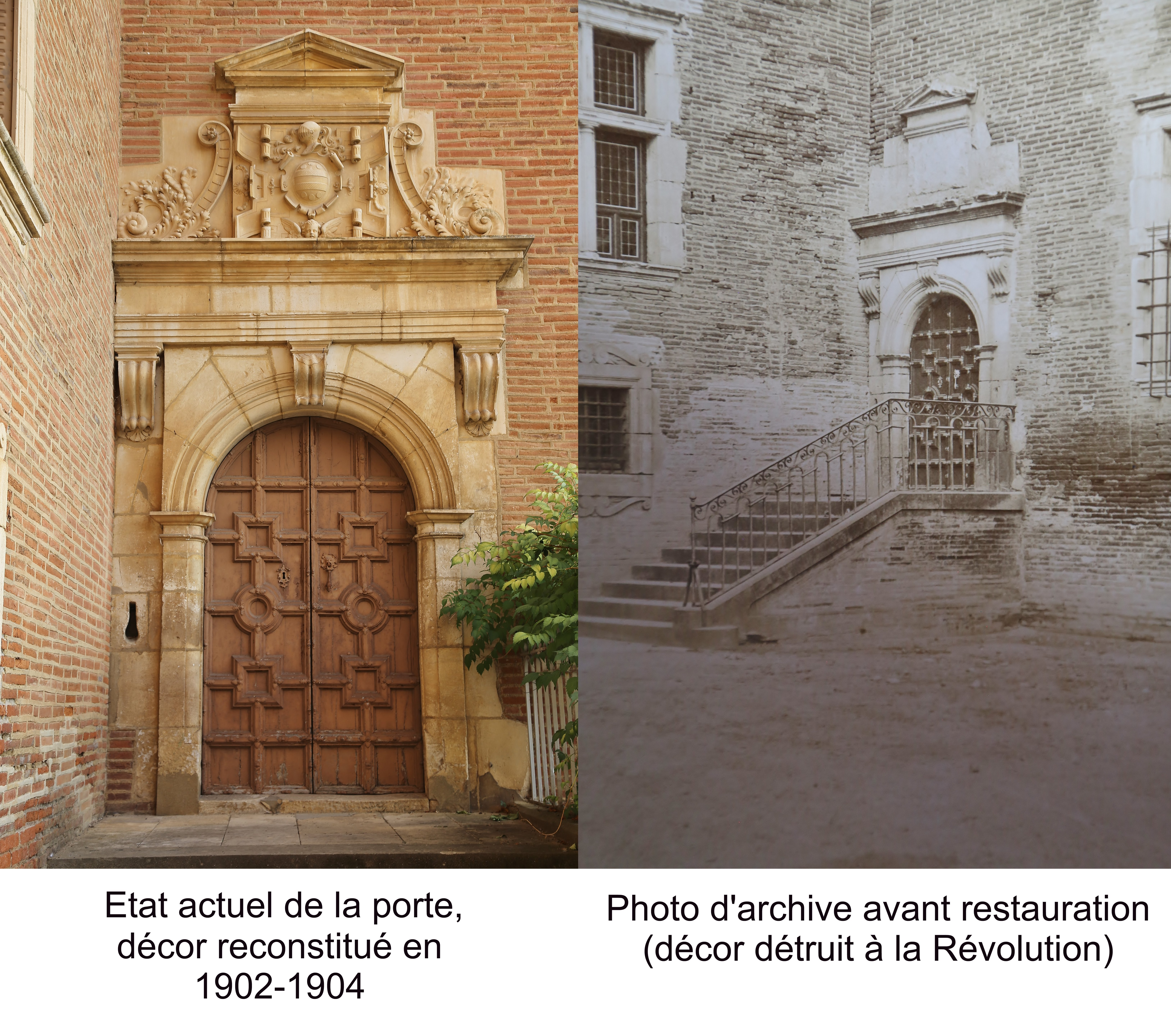
Restauration de la porte du château.
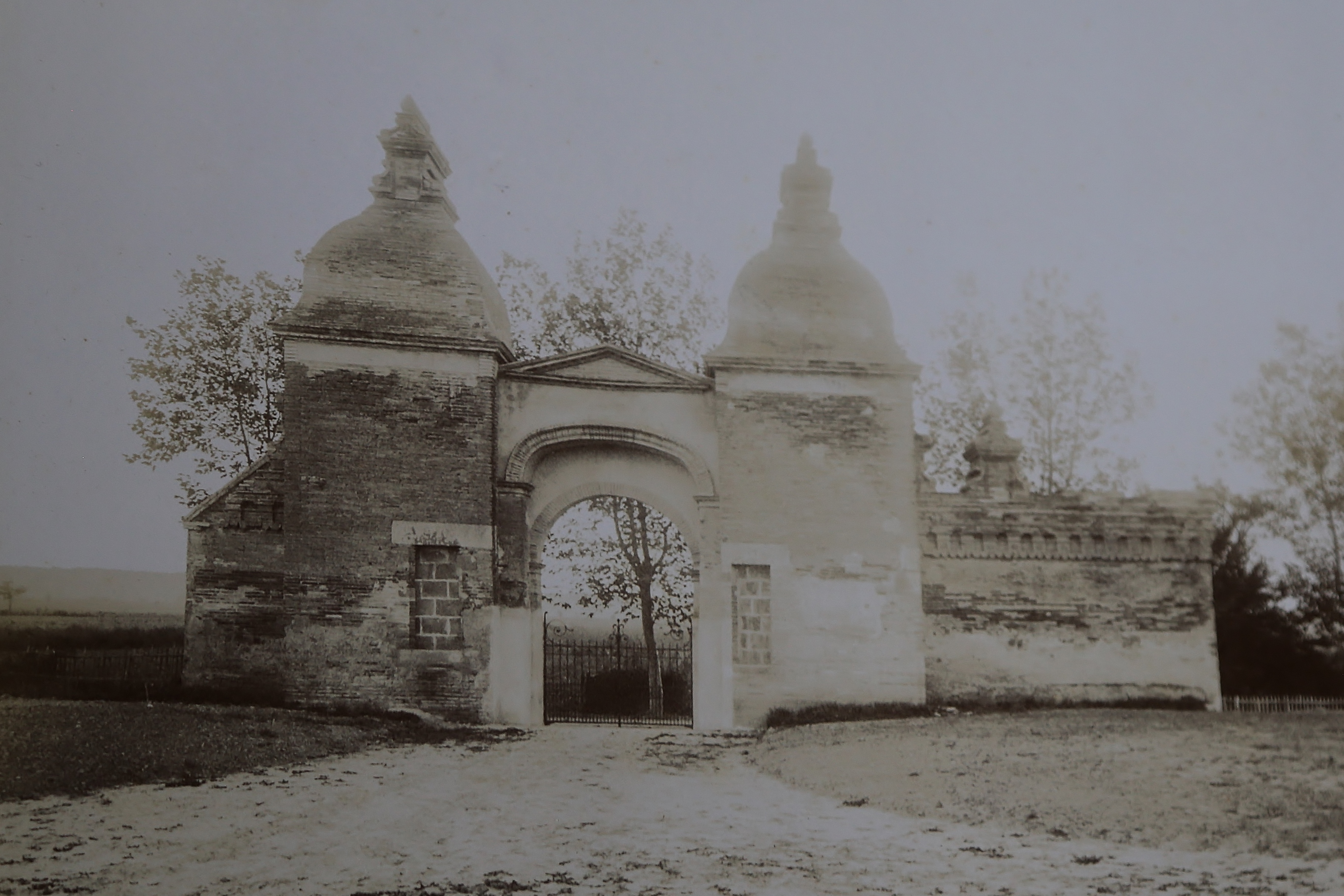
Ancien état du portail Henri IV.